# Тропінін Василь Андрійович
Васи́ль Андрі́йович Тропі́нін (19 (30) березня 1776, с. Корпово, Новгородська губернія — 3 (15) травня 1857) — російський живописець, академік петербурзької Академії мистецтв (з 1824 року), представник класицизму; до 1823 року — кріпак.

## Біографія
Народився у селі Корпово Новгородської губернії. Був кріпаком графа Антона Сергійовича Мініха (онуку знаменитого фельдмаршала), потім його зятя — Іраклія Івановича Моркова. У 1798 вступив до Петербурзької академії мистецтв, де навчався у Щукіна. У 1804 Морков, побоюючись втратити талановитого кріпака, відкликав його з академії.
«Я мало учився в Академії, але навчився в Малоросії: я там без відпочинку писав з натури, і ці мої роботи, здається, найкращі з усього до цих пір мною написаного», — писав згодом.
В Україні жив до 1823, переважно в селі Кукавка (тепер Могилів-Подільського р-ну Вінницької обл). У період творчості, пов'язаний з Україною, Тропінін створив жанрову картину — «Весілля в Кукавці» (1810), портрети українських селян — «Дівчина з Поділля», «Українець», «Українка», «Молодий український селянин», «Хлопчик з топірцем», а також портрети Н. та І. Моркових (бл. 1813), портрет сина (бл. 1818).
1823 — в якості пасхального подарунка звільнений з кріпацтва на 47-му році життя (однак єдиний син Арсеній залишився в кріпацтві), оселився у Москві. У Москві зустрілися двоє талановитих українців із дуже схожими долями: художник Василь Тропінін і актор Михайло Щепкін. Обоє були кріпаками, за обох з кохання віддалися вільні жінки, у обох сини лишалися кріпаками. Розмовляли, зіставляли, за цей час Тропінін намалював тонкий, душевний портрет пані Олени Щепкіної (дочки турецького паші, матері шістьох дітей, Ангела з трояндою).
1824 — отримав звання академіка за портрет Карла Леберехта.
З багаточисельних творів, наибільш видатні портрети: два його особистих портрети, імп. Миколи I (1825), Татіщева Д., Дмітрієва І., Карамзіна, Пушкіна (1827), Гоголя, Брюллова (1836), Н. Уткіна (в Третьяковській галереї Москви), Лазарєва О., кн. С. И. Гагарина та ін.
Тропінін написав портрети Пушкіна, Брюллова, Мазуриної А.(1829), Булахова П. (1823), Равича К. (1825), Самаріна Ю. (1846), полотна «Мереживниця» (1823), «Старий жебрак» (1823), «Гаптарка» (1826), «Гітарист» (1823, 1832) та ін.
Твори Тропініна зберігаються у Державній Третьяковській галереї у Москві, Національному художньому музеї України, Львівському музеї українського мистецтва, Музеї Тропініна і московських художників його часу у Москві.

## Тропінін і Поділля

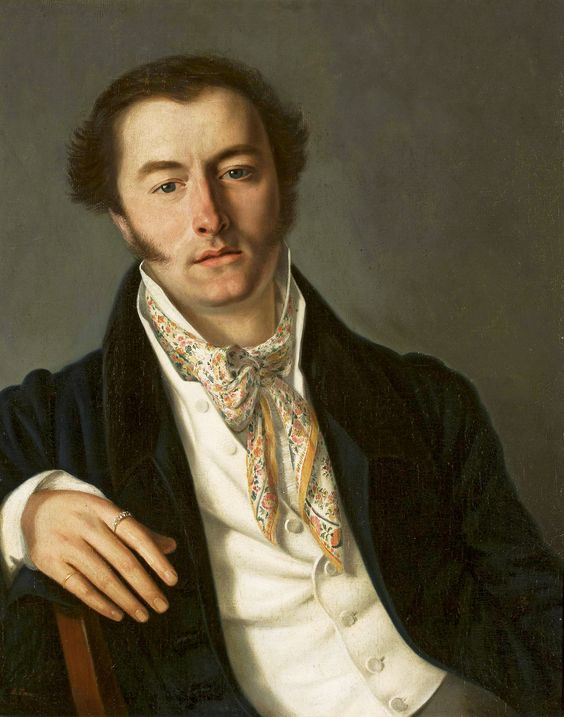
Семен Мосолов (1820-ті) Одна з ранніх робіт, в яких вже тоді помітна рука майстра

Боячись втратити свого кріпака, роботи якого помітила імператриця, граф поспішно забирає його з Академії і у вересні 1804 року відправляє в свій український маєток — село Кукавку Кам'янець-Подільської губернії Могилівського повіту, що на Дністрі. Він доручив своєму талановитому кріпакові скласти проєкти палацу та сільської церкви, будівництво яких надалі велося під наглядом Тропініна.
До 1821 року життя і творчість Тропініна були тісно пов'язані з Україною, з Поділлям (у Кукавці художник жив у 1804—1812, 1818—1821 рр.).
Тематичний діапазон раннього (кукавського) періоду творчості Тропініна доволі широкий. Портретний живопис, який з часом став основним жанром в працях художника, тісно переплітався з живописом релігійної тематики.
Після завершення у 1806 році будівництва кукавського храму — єдиного архітектурного твору Василя Андрійовича — всі ікони, хоругви і плащаниця були написані ним. До іконостаса ввійшли його роботи «Зняття з хреста», «Бог Саваоф», «Св. Микола Чудотворець», «Св. Дмитро Солунський», «Віра, Надія, Любов та мати їх Софія». Однак до нашого часу дійшла лише одна фреска — зображення Почаївської богоматері (навпроти іконостасу, нижче купола).
У щойно освяченій церкві, на одній з перших служб, відбулося вінчання кріпака Василя Тропініна з селянською дівчиною Ганною Іванівною Катіною.
Церква колись височіла над селом своєю ошатною ротондою. Тепер вона загороджена густими кронами дерев. Зруйнована в кінці XIX ст. ротонда замінена просто банею, кам'яні фігури святих зникли, урочистий портал в огорожі зруйнований. У своєму теперішньому вигляді церква видається дуже знайомою: моноліт її трактований як пластичний об'єм з підкресленим значенням стін, що виблискують своєю білизною, вузький проріз рідко розташованих вікон без лиштв, але з характерними косими схилами виявляють товщину кам'яного масиву — всі ці риси наближують Кукавську церкву до візантійських храмових споруд.
В Україні Тропінін багато працював над створенням портретів. З великої їх кількості виділяється група робіт, де втілені типи українських селян, епізоди їх повсякденного побуту, те, що умовно можна назвати «тропінінською Україною».
Одна з найкращих ранніх робіт Тропініна — «Дівчина з Поділля». Образ відмічений особливою чистотою і святковістю, яку створює любовно переданий національний костюм. Образ подолянки пройде потім через всю творчість художника. Здається, що в ній втілилося все найкраще, що знайшов Тропінін в Україні.
Серед чоловічих портретів цього періоду привертає увагу «Портрет українця середнього віку» (або «Портрет українця»). Але є версії, що на портреті зображений Устим Кармалюк. Художник, безперечно, прагнув передати образ мужній і благородний. Саме таким і був цей народний ватажок селянського руху, що на той час охопив все Поділля.
До кукавського періоду належить і одна з найкращих робіт художника «Портрет сина». Поетичний, зігрітий внутрішнім теплом щирої любові до сина, портрет є справжнім шедевром. В ньому втілена надія художника на те, що сину випаде інша доля, і він буде вільний.
Тропінін не був пейзажистом. Пейзаж у його творчості слугував своєрідним фоном, на якому розгорталось народне життя. Із завершених живописних жанрових полотен українського періоду, на жаль, збереглися лише «Весілля в Кукавці» та поодинокі пейзажі, найцікавіший з яких — «Гроза над селом».
На схилі літ Тропінін не раз казав, що саме на Поділлі по-справжньому навчився малярству.
«Я там без відпочинку писав з натури, писав зі всього і зі всіх. І ці мої роботи, здається, найкращі зі всіх, до того часу мною написаних», — згадував Тропінін.
Майстерність і талант Тропініна знаходили все більший відгук у суспільстві і все частіше серед інтелігенції йшла мова про визволення художника з кріпацтва. У травні 1823 року граф Морков під тиском суспільної думки змушений був дати уже немолодому майстру свідоцтво про звільнення з неволі. Однак поміщик відмовився продавати з рабства єдиного сина художника (який отримав свободу лише через 5 років).
Одержавши довгоочікувану волю, Тропінін вирішує офіційно приписати себе до малярського стану. В Раду Академії мистецтв разом з проханням надати звання академіка Російської Академії мистецтв Василь Андрійович подає роботи «Портрет художника Скотнікова», «Мереживниця», «Старий жебрак», за які 20 вересня 1823 року він був обраний «призначеним академіком».
Посилаючи ці твори до Петербургу, Тропінін розраховував, очевидно, що Академія, враховуючи його майстерність, обійде встановлений порядок і присвоїть йому звання академіка заочно. Та цього не сталося. Його викликали до Петербургу для написання портрета на місці. Василь Андрійович написав для Академії портрет медальєра Карла Леберехта і вже за цю роботу був офіційно визнаний академіком.
Невдовзі родина залишає Петербург і переїздить до Москви. Там, поблизу Кам'яного мосту на Лінивці, проходить подальше життя Тропініна, повністю віддане мистецтву. В Кукавку Василь Андрійович більше не повертався. Але українська тематика, навіяна споминами про Поділля, нерідко з'являлася на його полотнах ще довгий час.

### Подоляни

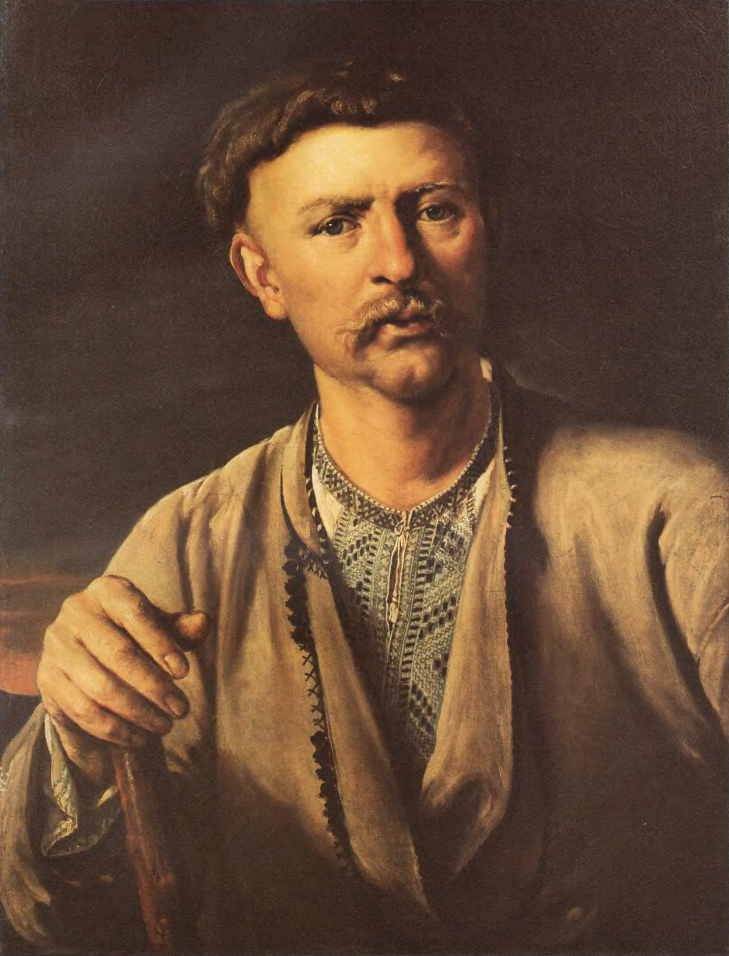
Українець 1820-ті
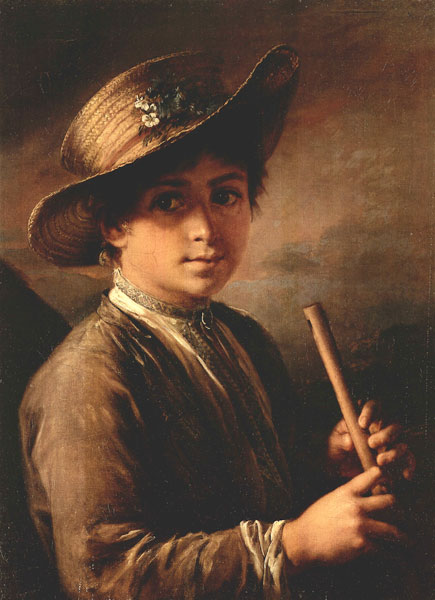
Хлопчик з сопілкою (1810)
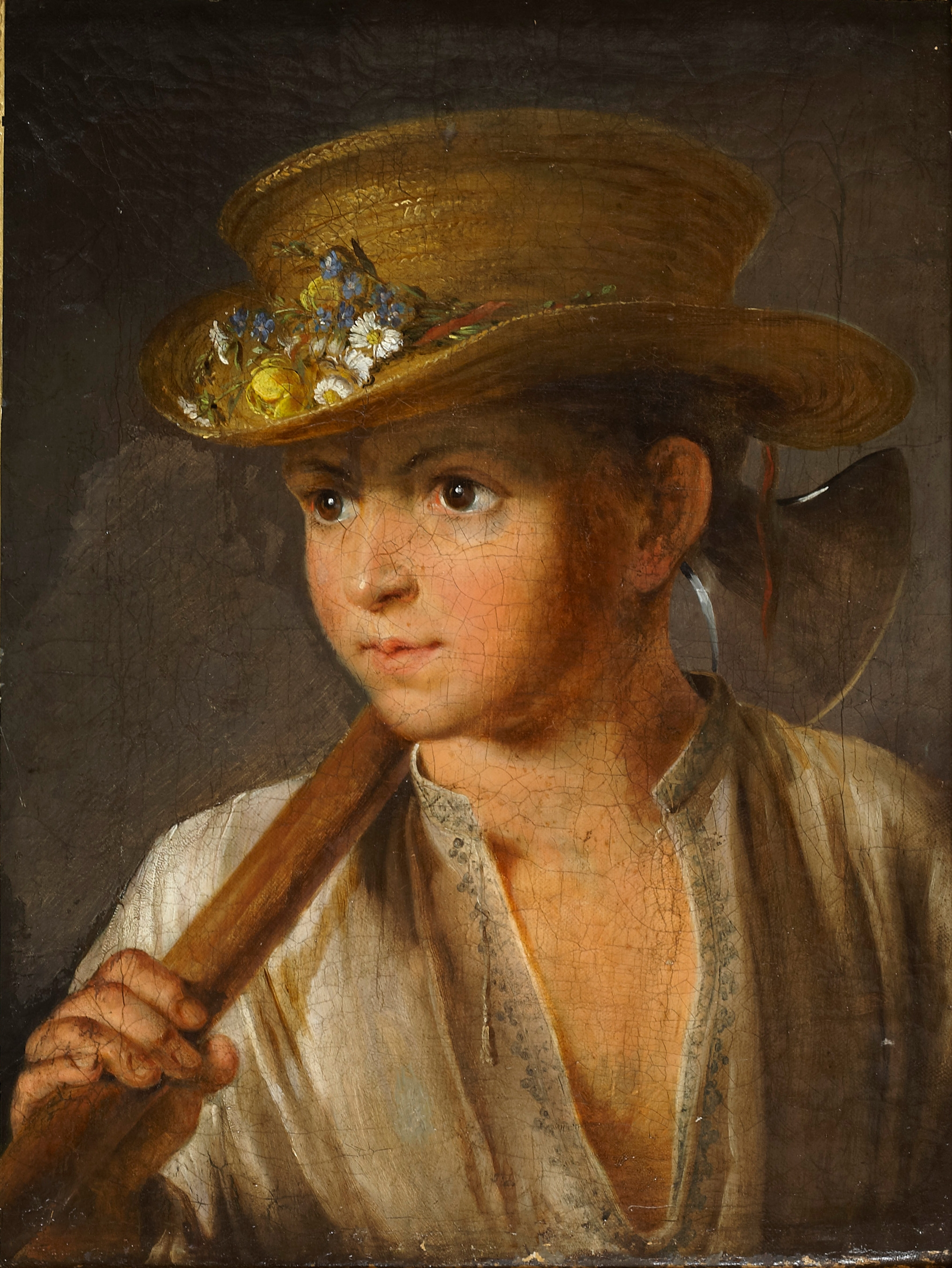
Хлопчик з топірцем (1810)
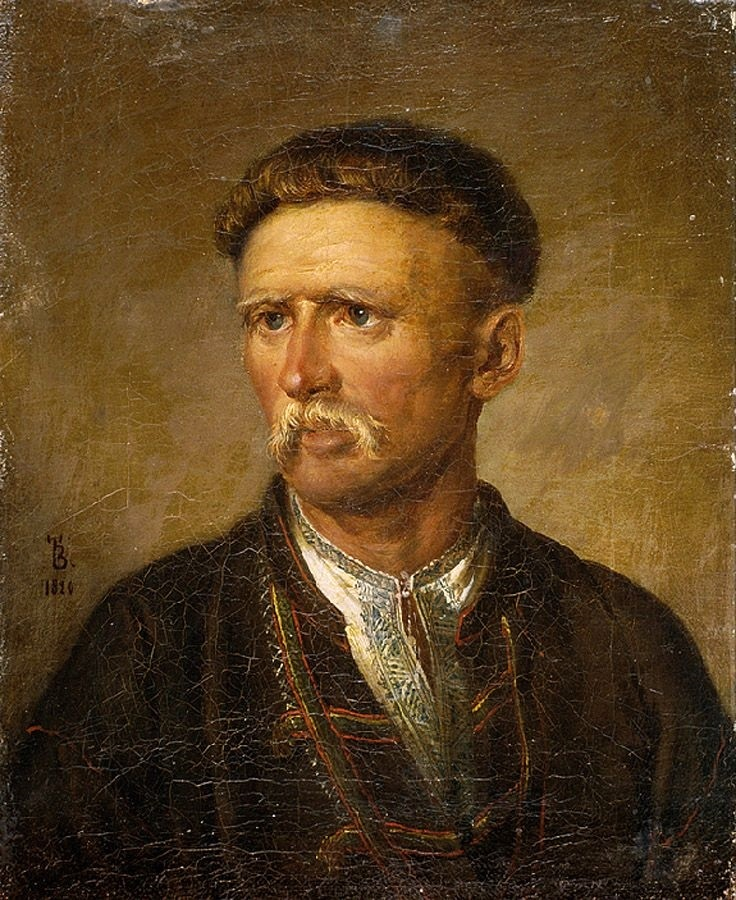
Устим Кармалюк (1820-і)
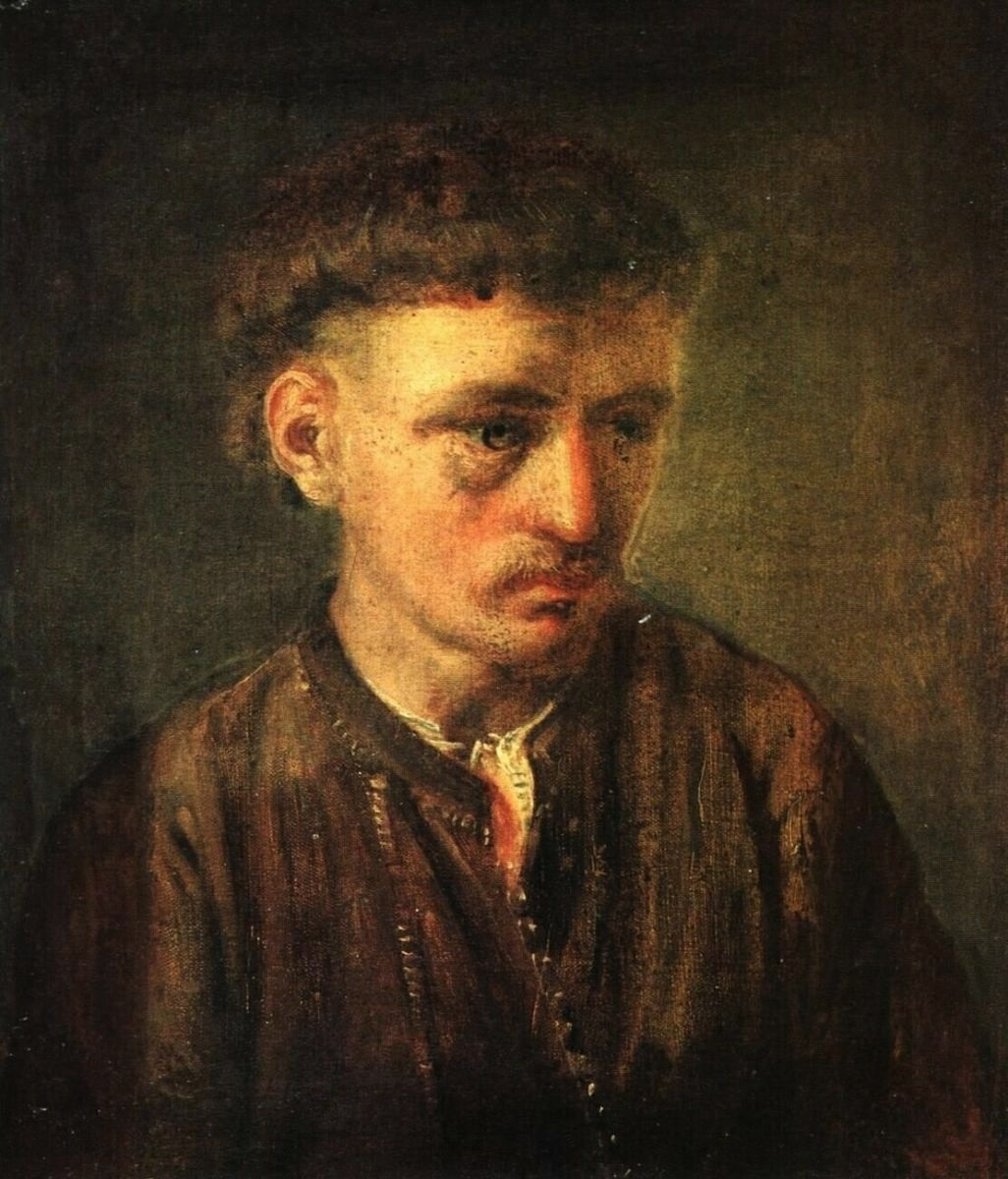
Молодий український селянин (1821)
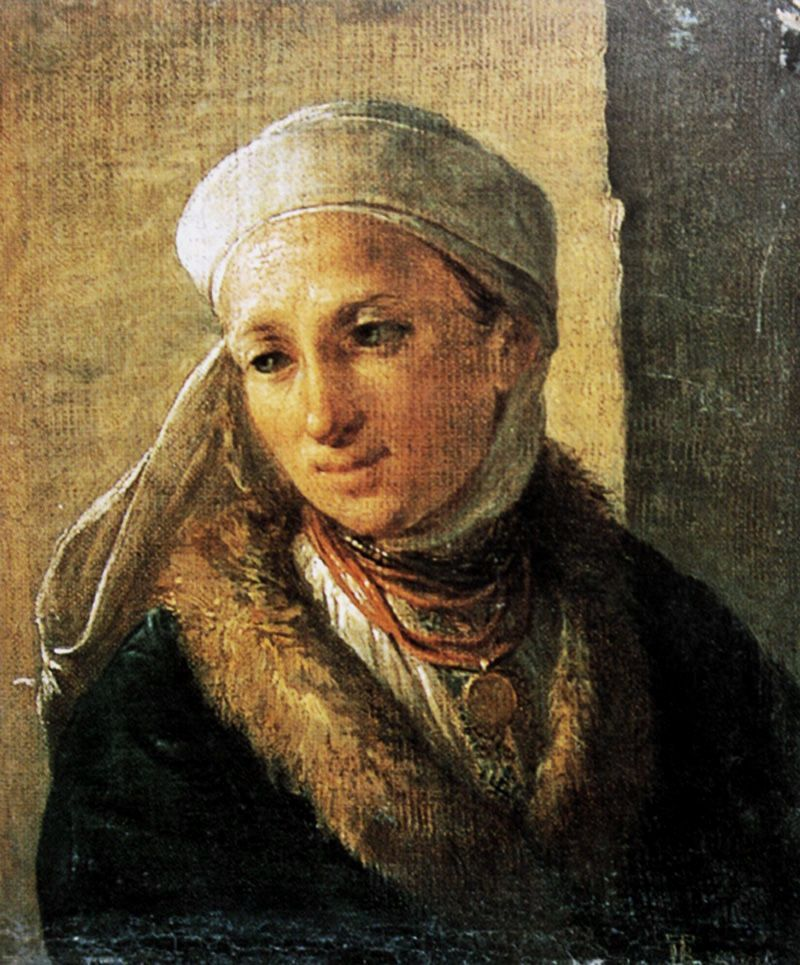
Подолянка у намитці (1820)
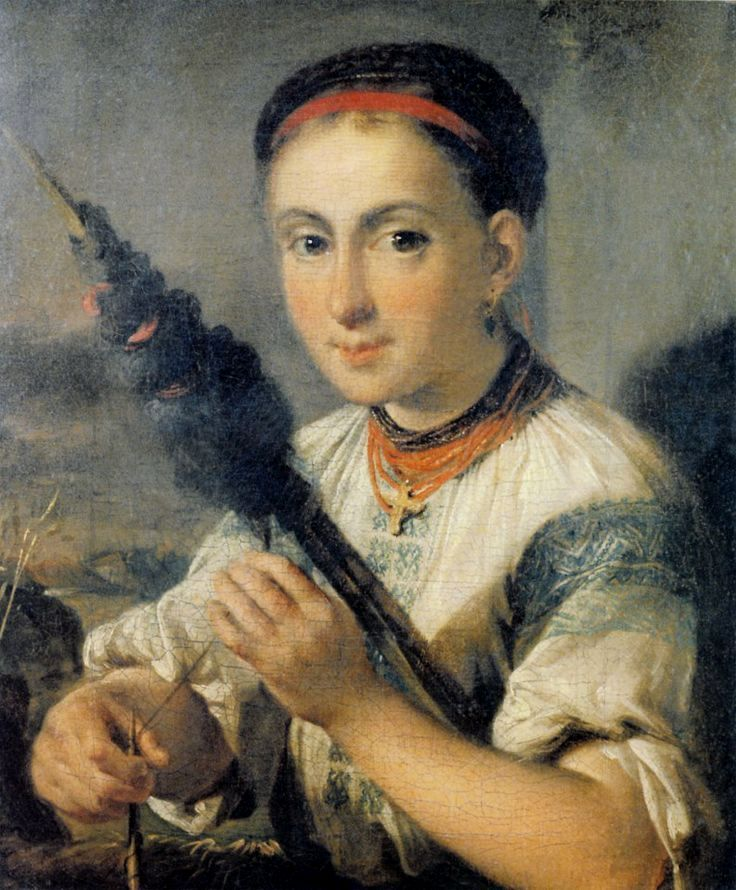
Подолянка (1820)
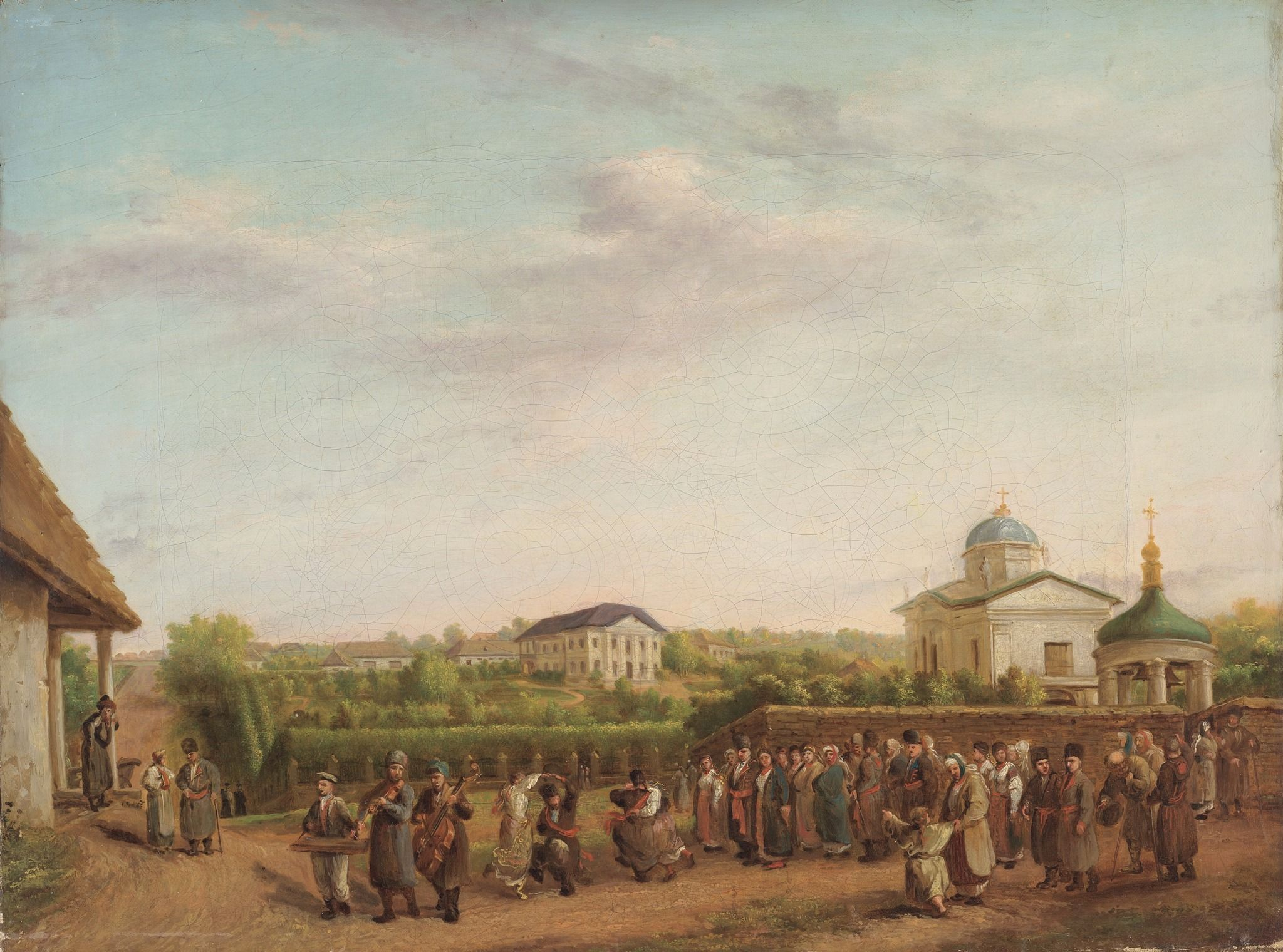
Весілля в Кукавці (між 1818 та 1821)
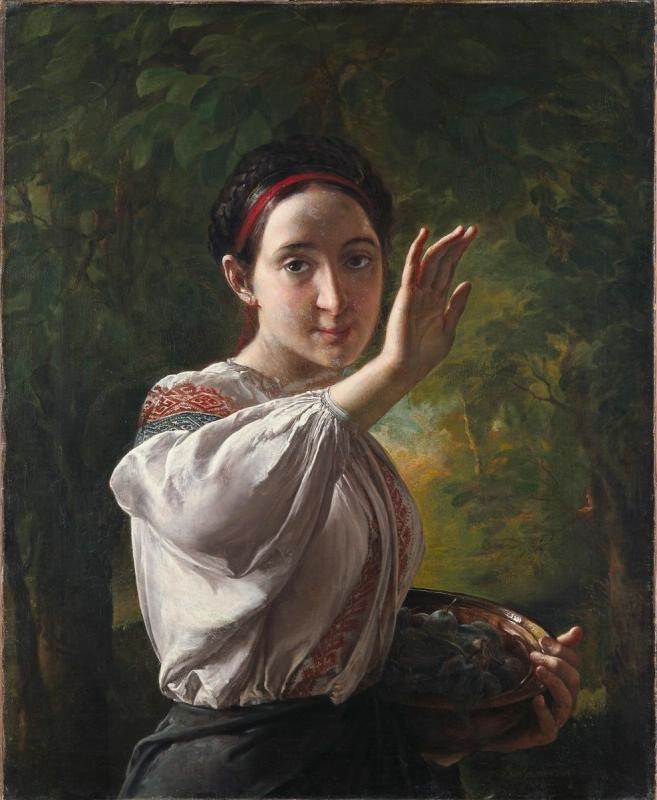
Подолянка із сливами (1848)
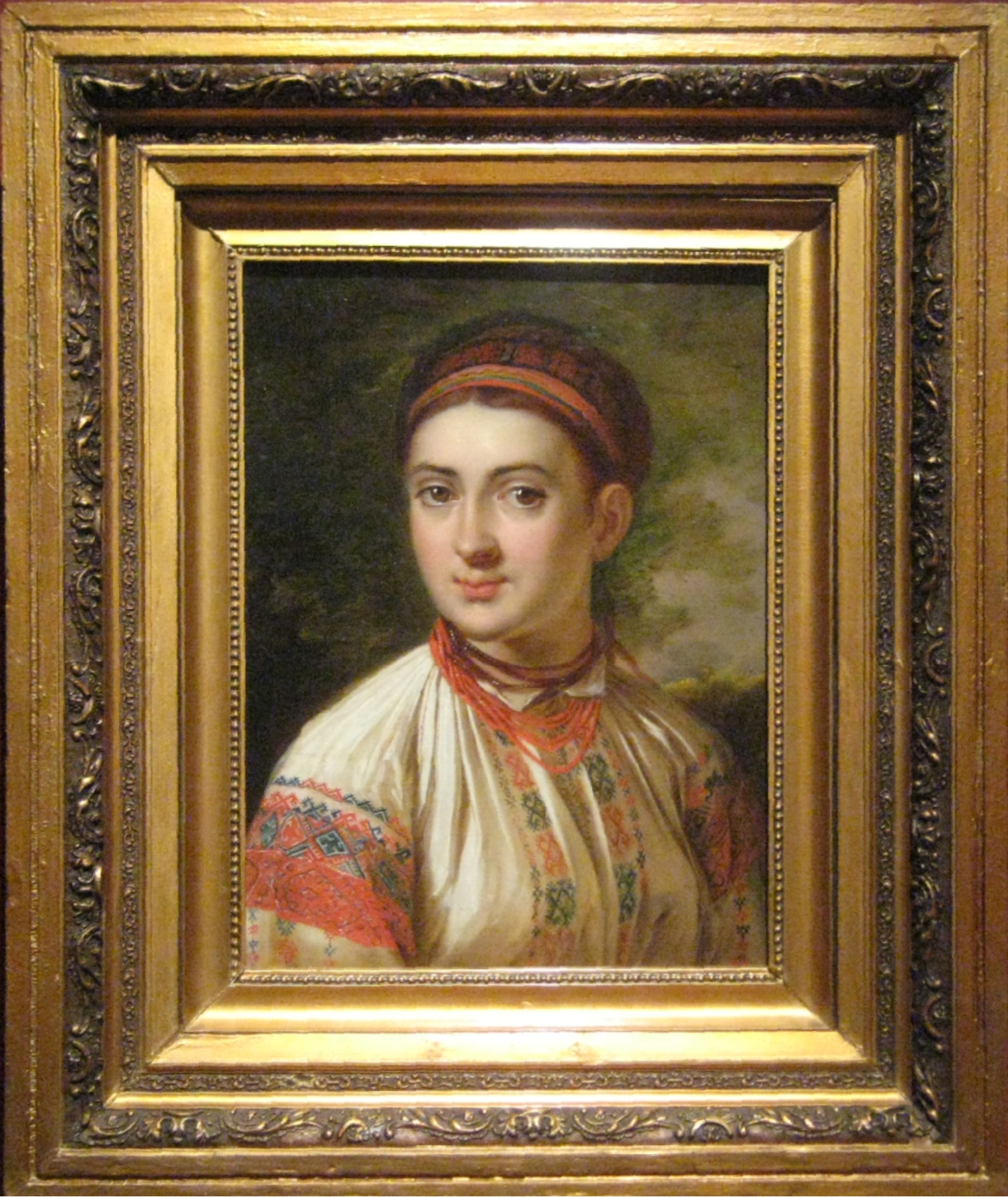
Українка з Поділля (1800-ті)

## Вшанування пам'яті
У 1990 р. в селі Кукавка Вінницької обл. встановлено пам'ятник Тропініну (автор — М. Крижанівський). Починаючи з 1970-х років, тут проводяться традиційні Тропінінські свята.
Тропінін є персонажем історичного роману українського письменника часів СРСР Василя Кучера «Устим Кармалюк».

## Галерея

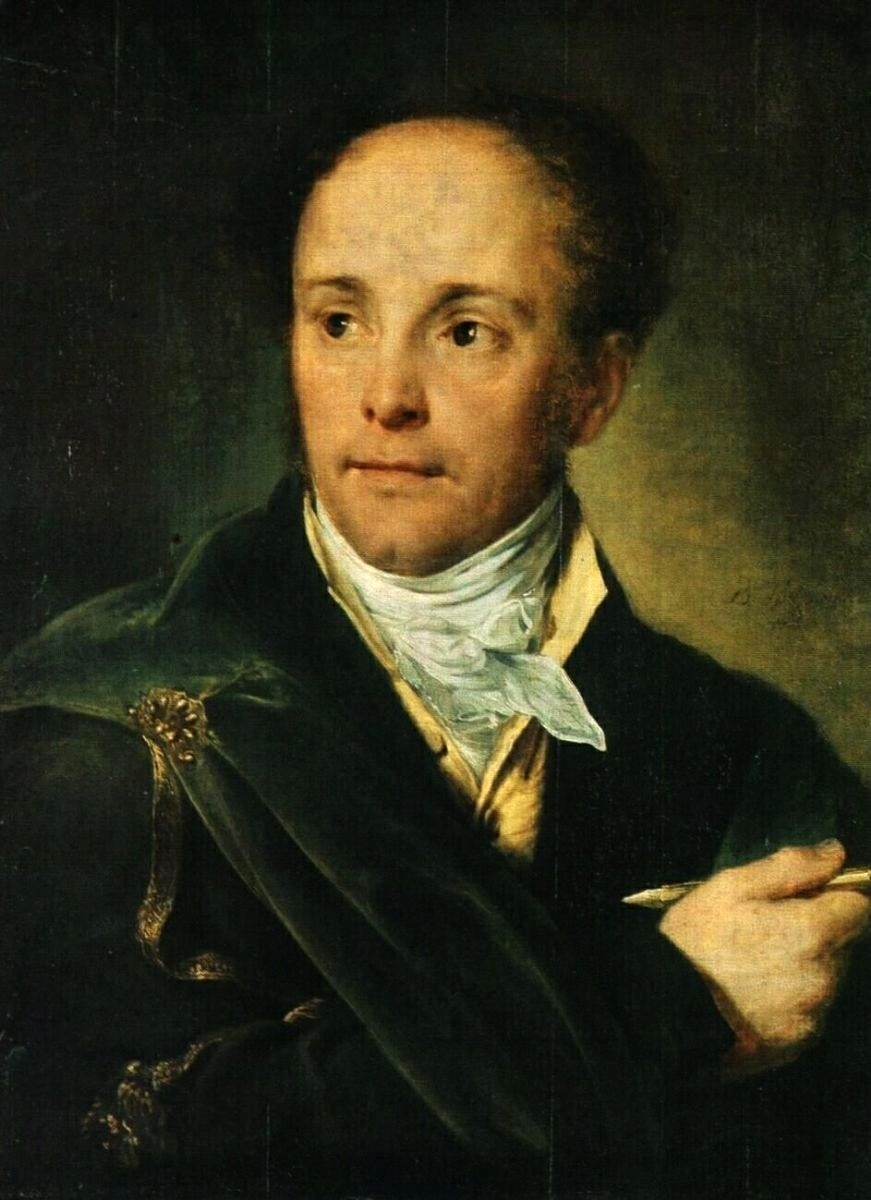
Портрет художника Скотнікова[ru] (1821)
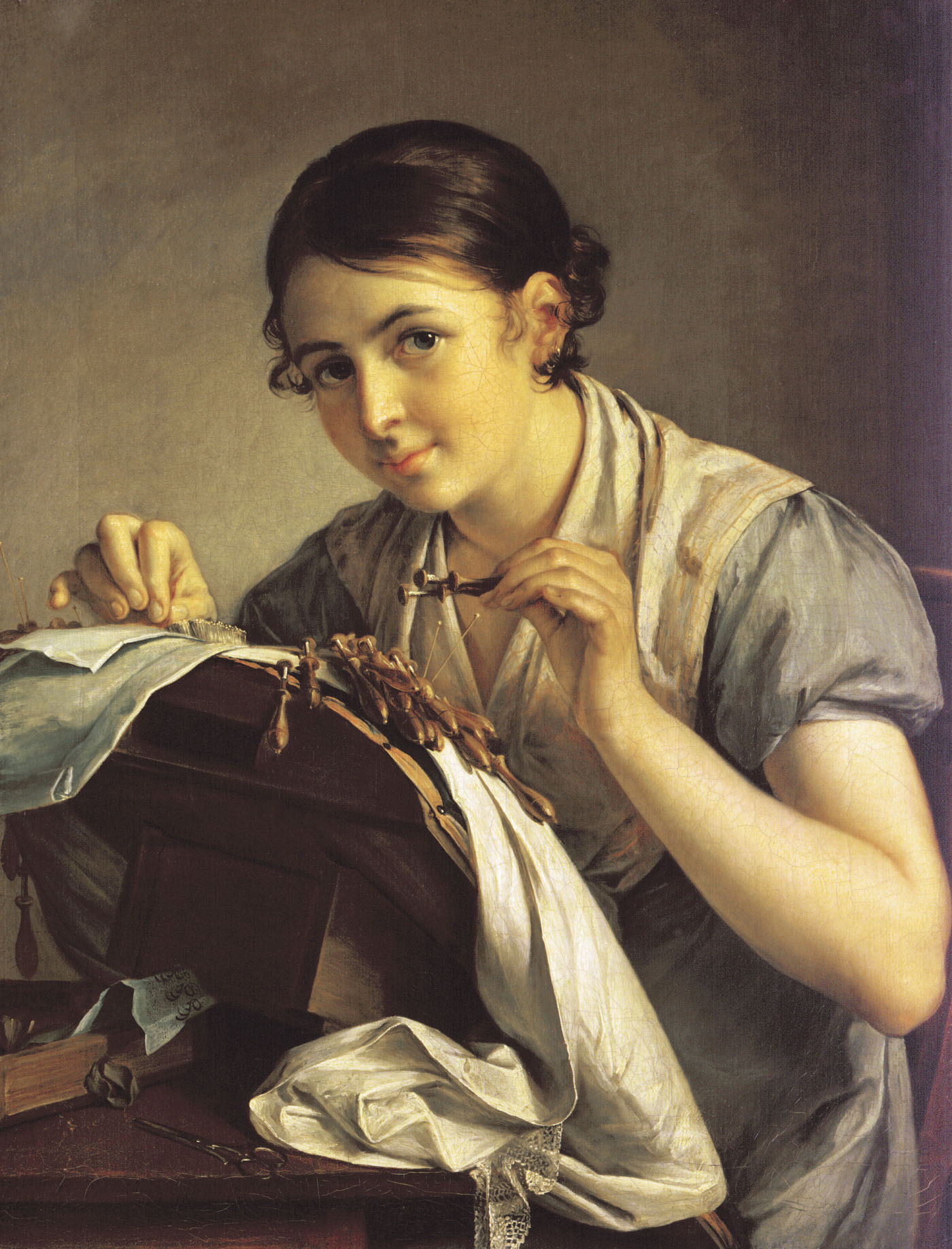
Мереживниця[ru] (1823)
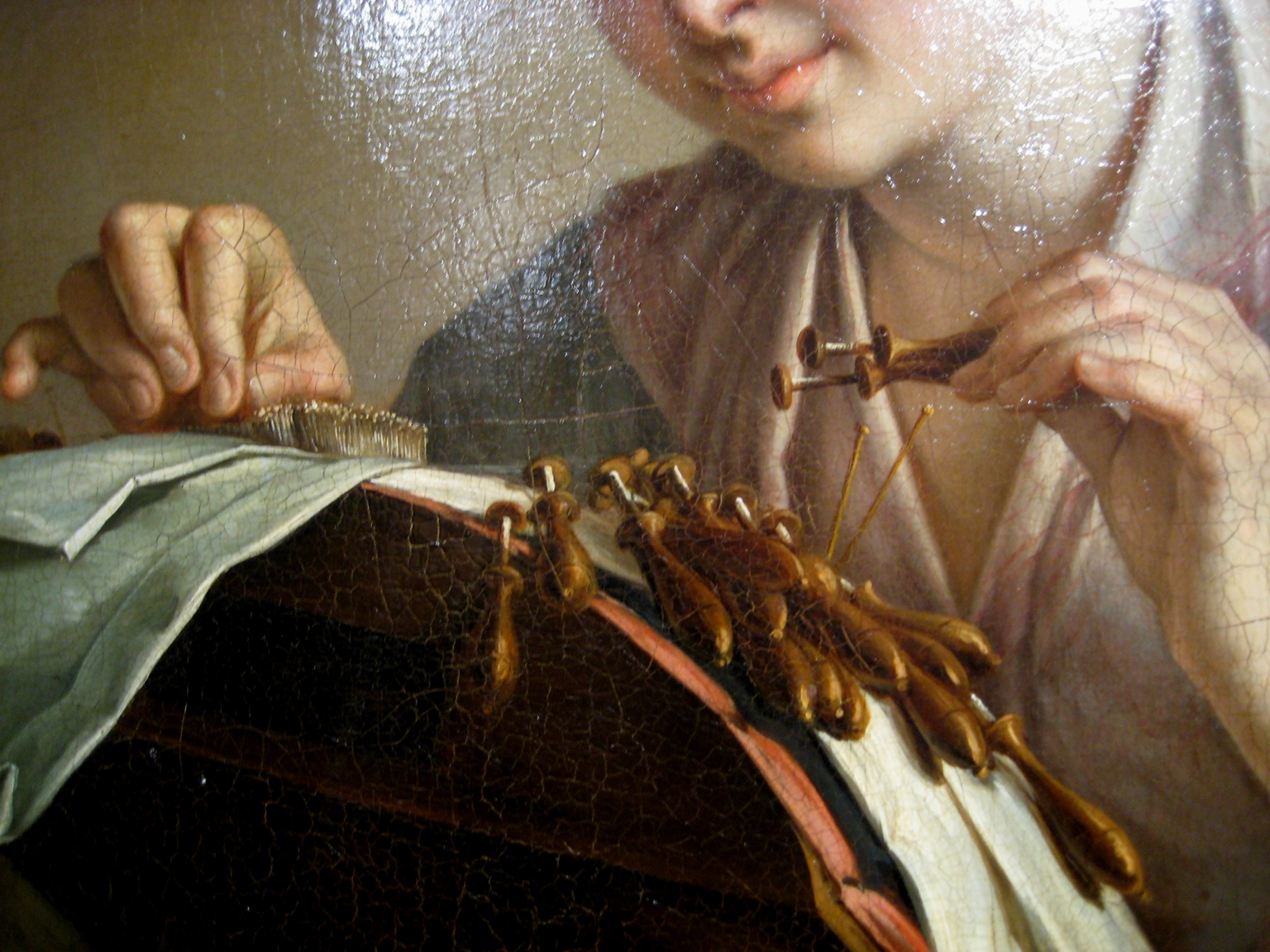
(фрагмент) Мереживниця
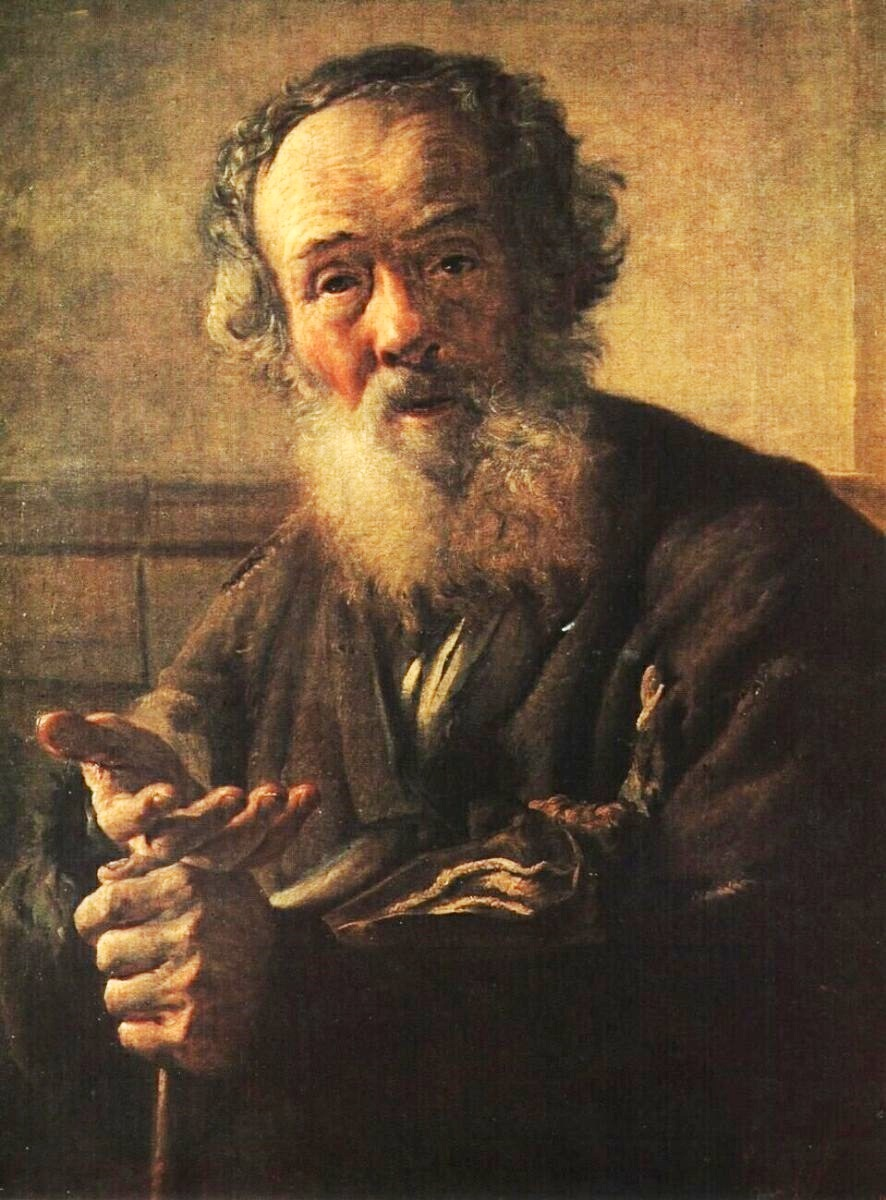
Старець-жебрак (1823)
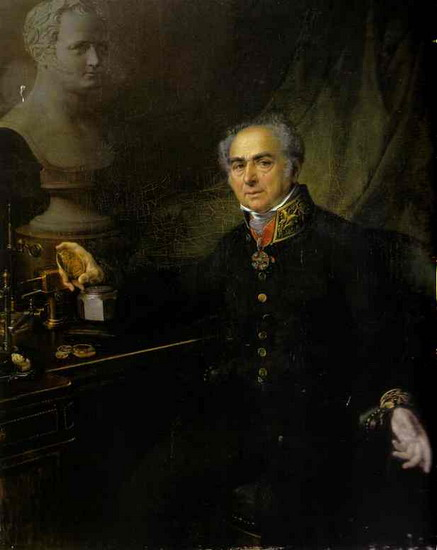
Карл Леберехт (1824)
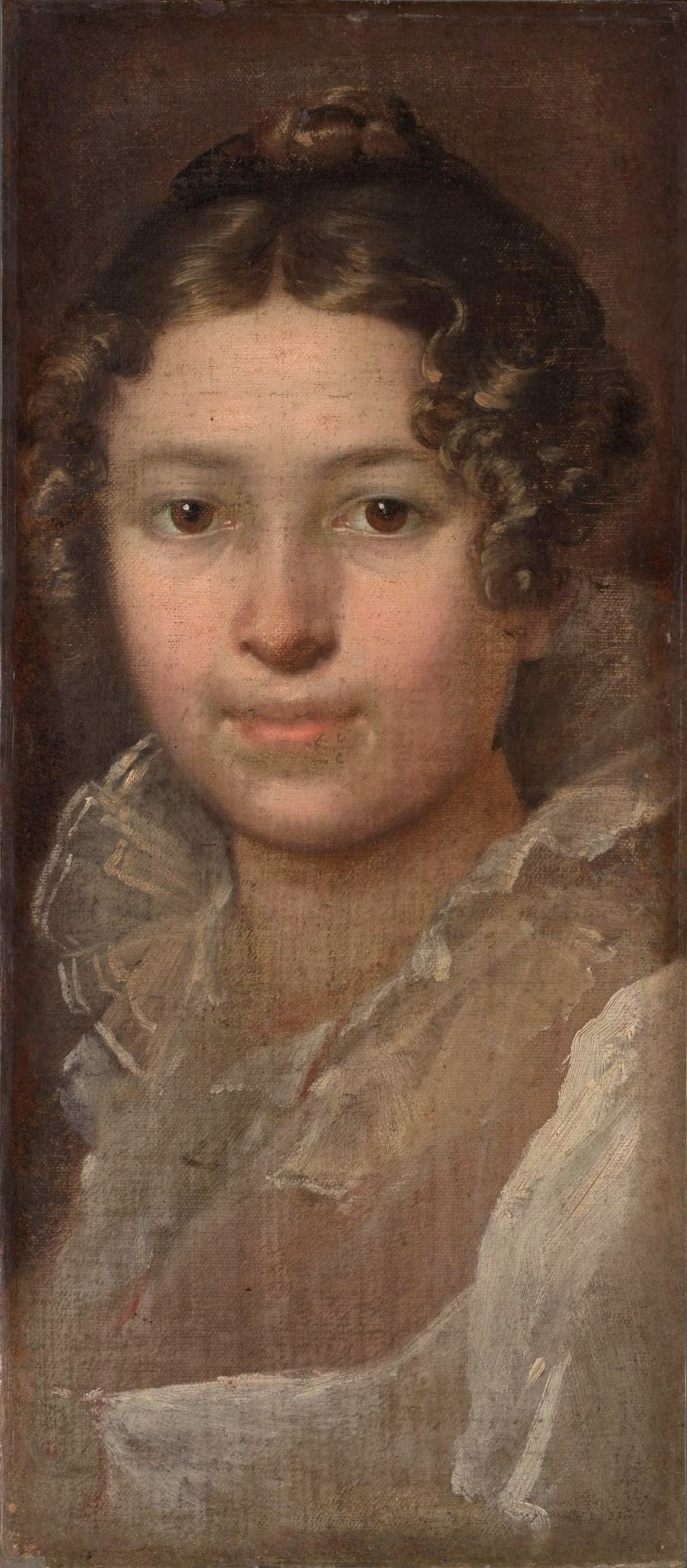
Эскіз для «Сімейного портрету графів Моркових» (1815)
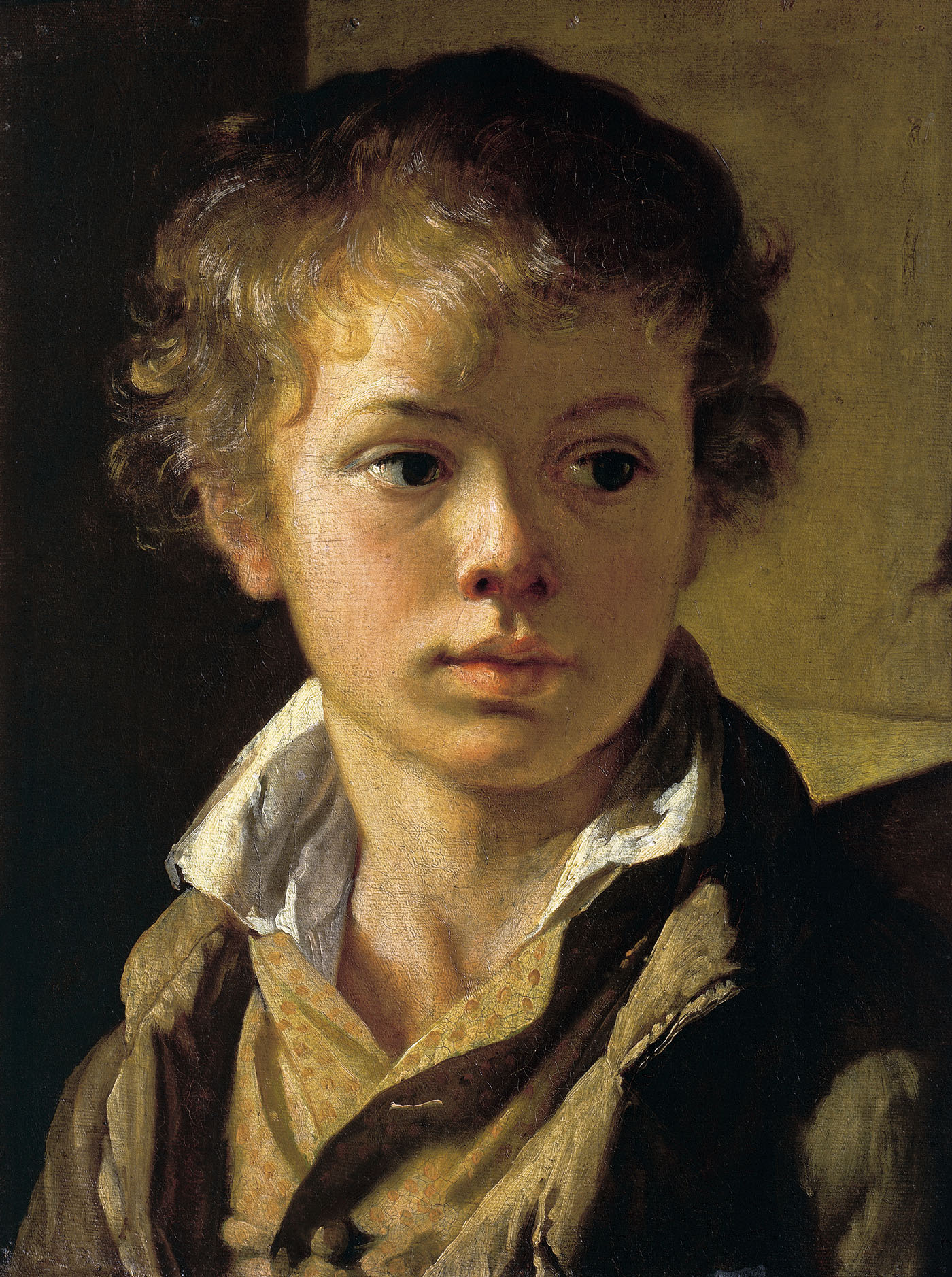
Портрет сина[ru], бл. 1818
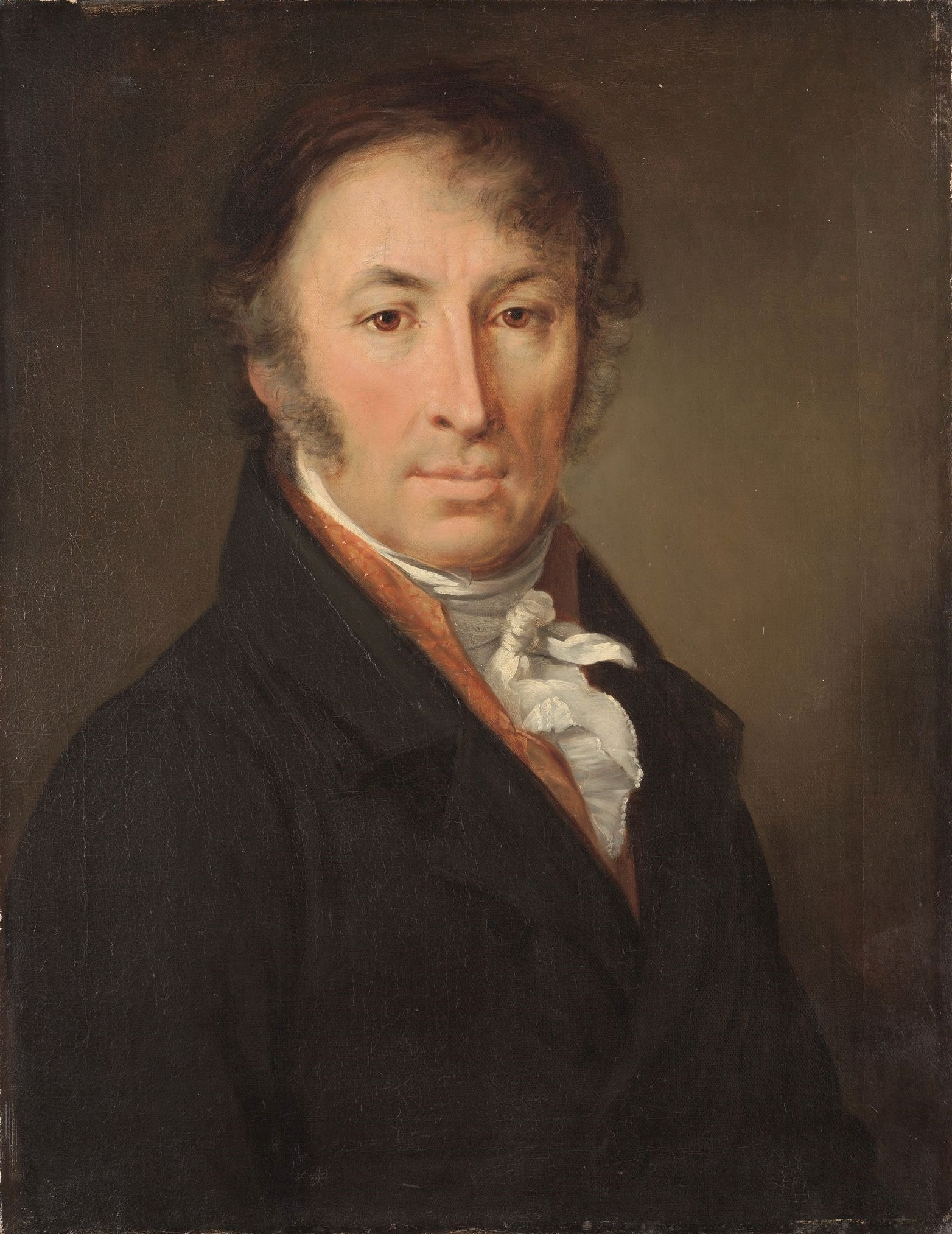
Микола Карамзін, академік (1818)
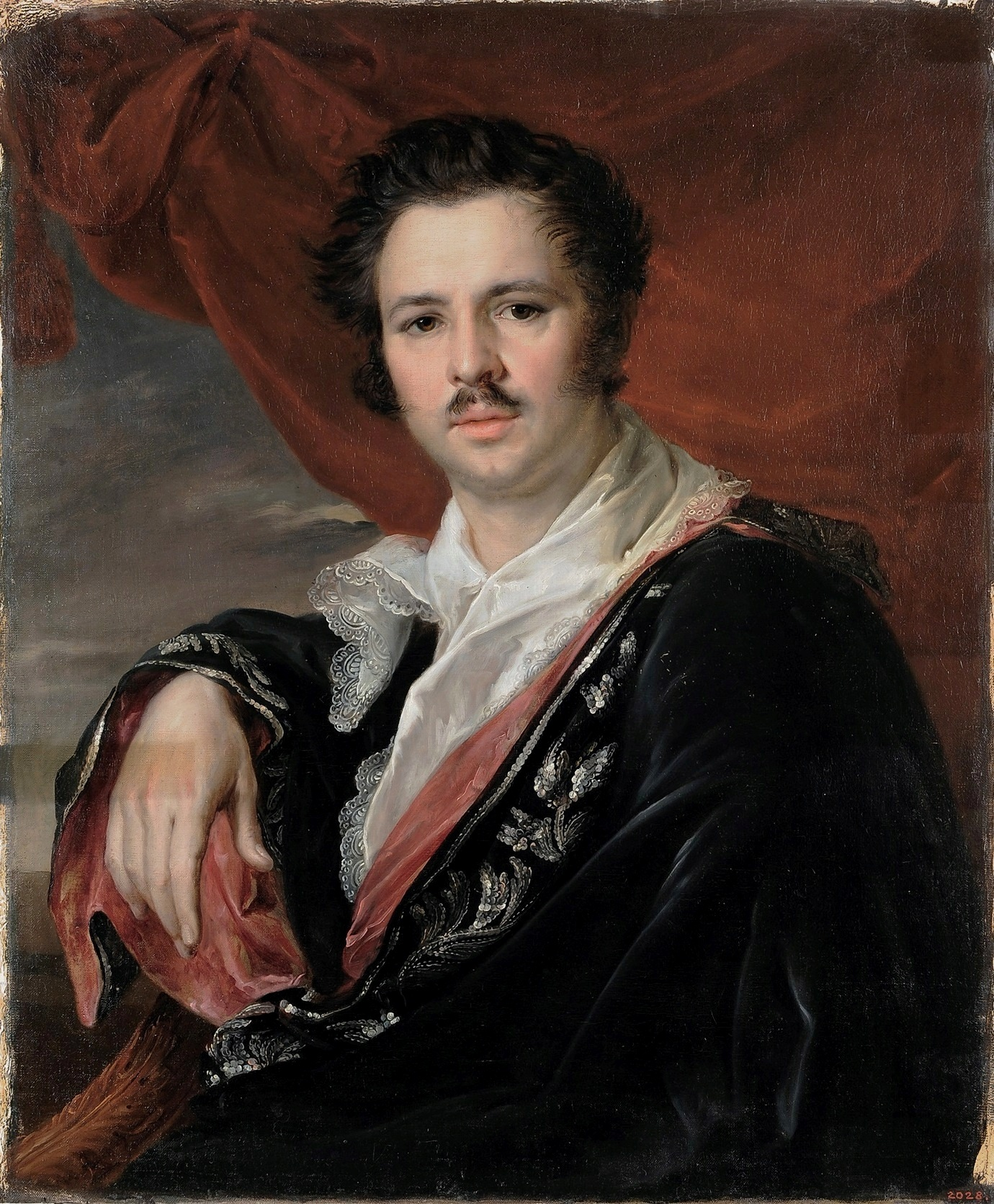
Микола Майков[ru] (1821)
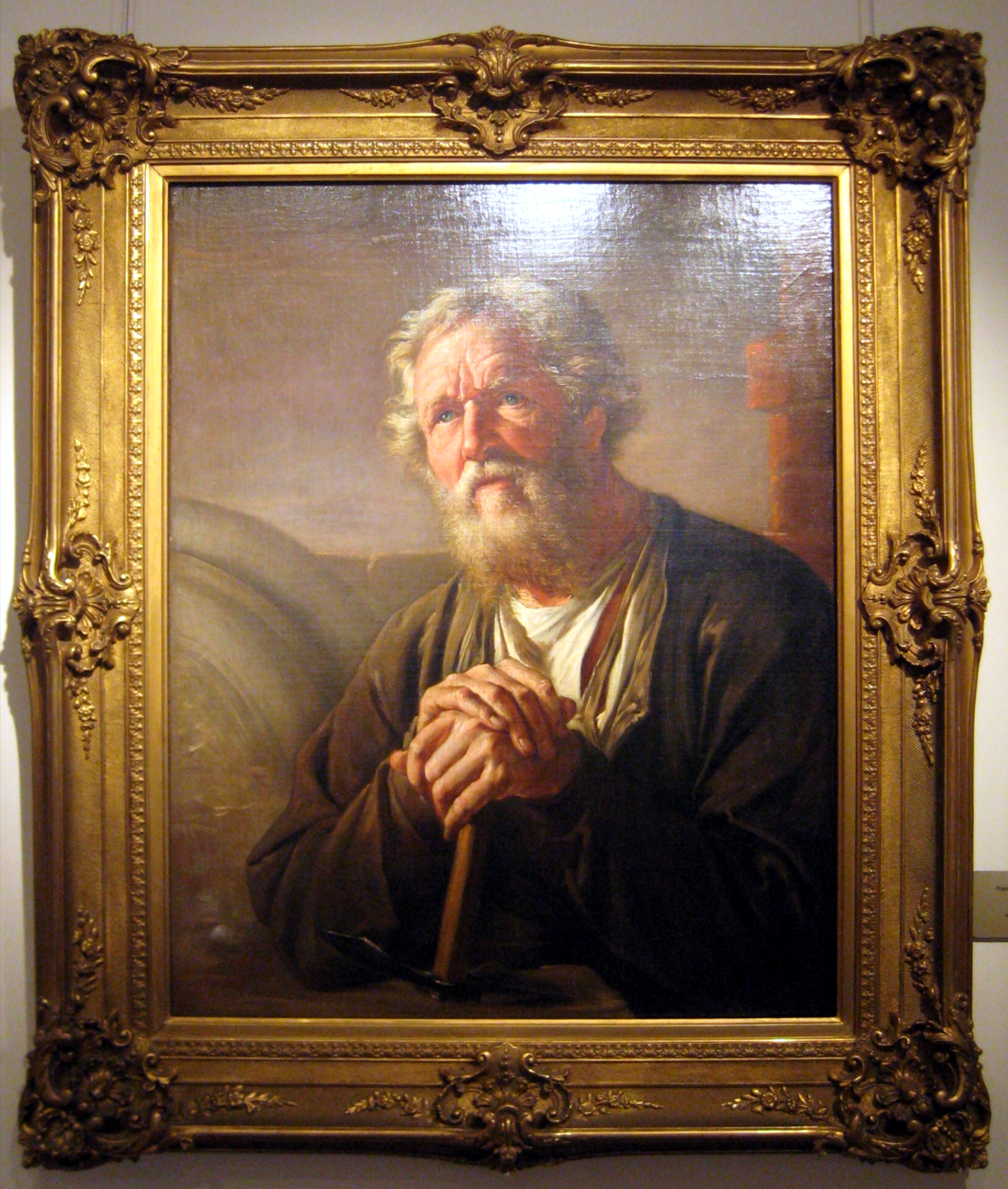
Самсон Суханов, петербурзький майстер по каменю (1823)
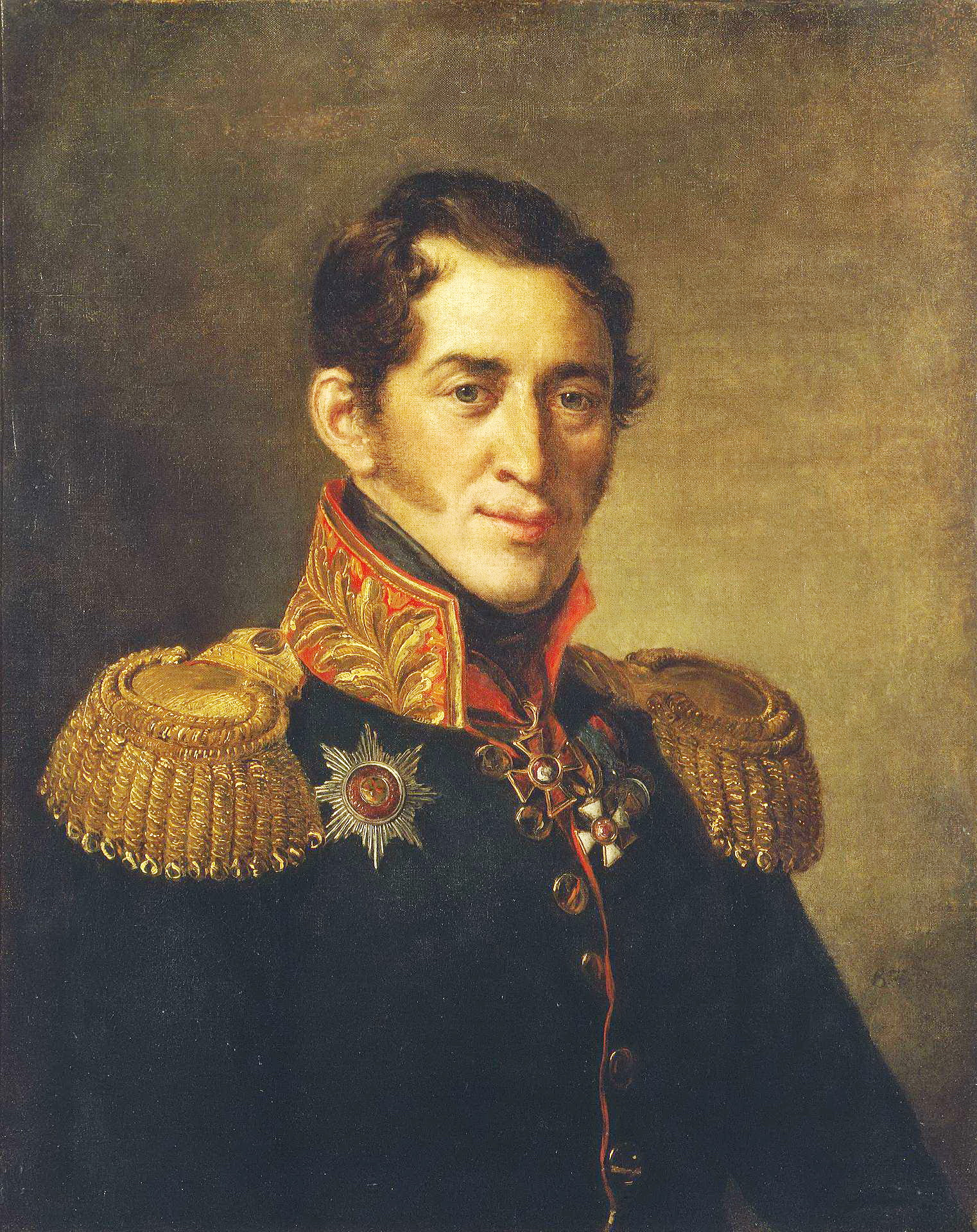
Сергій Волконский (князь, декабрист) (1824)
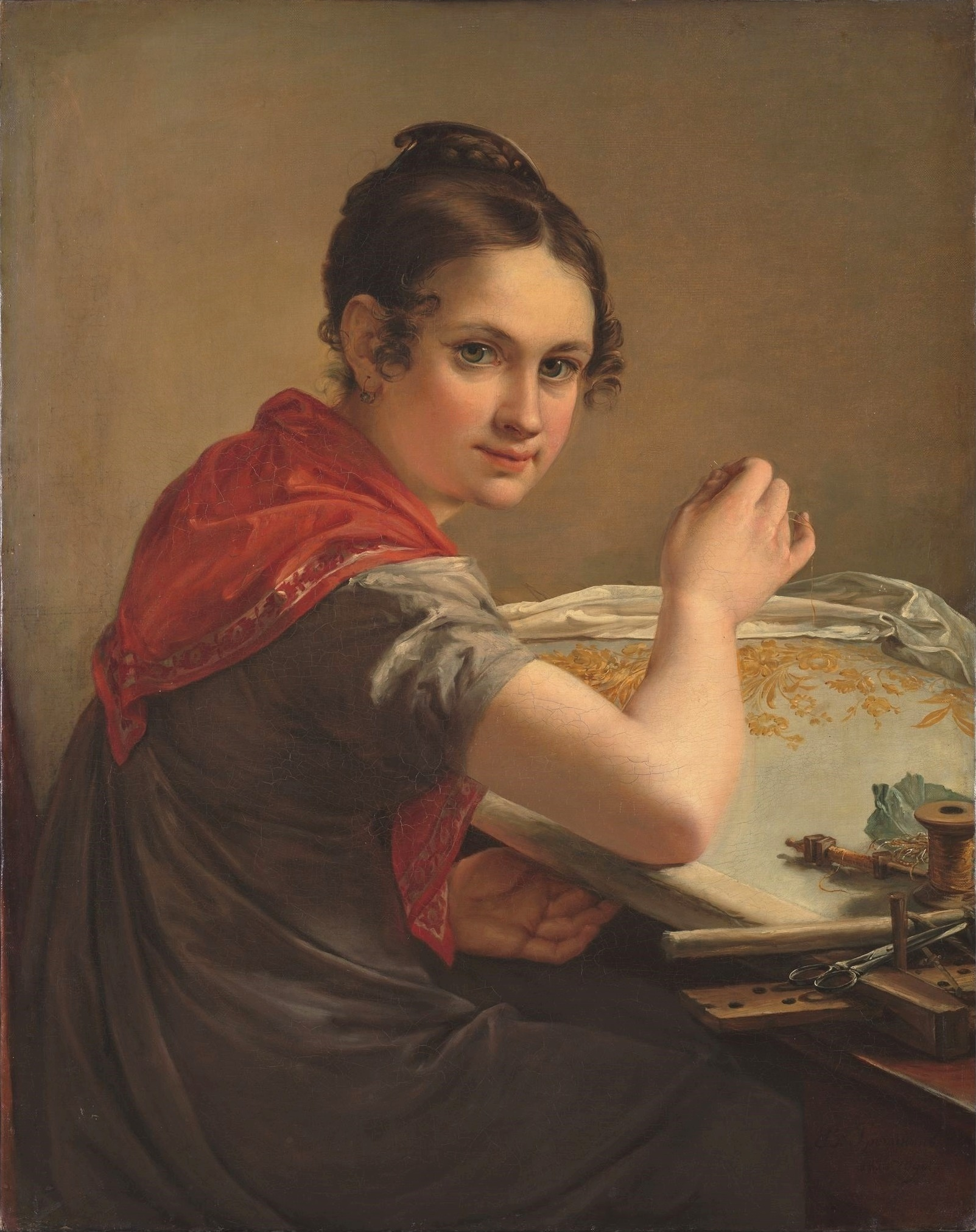
Златошвійка (1826)
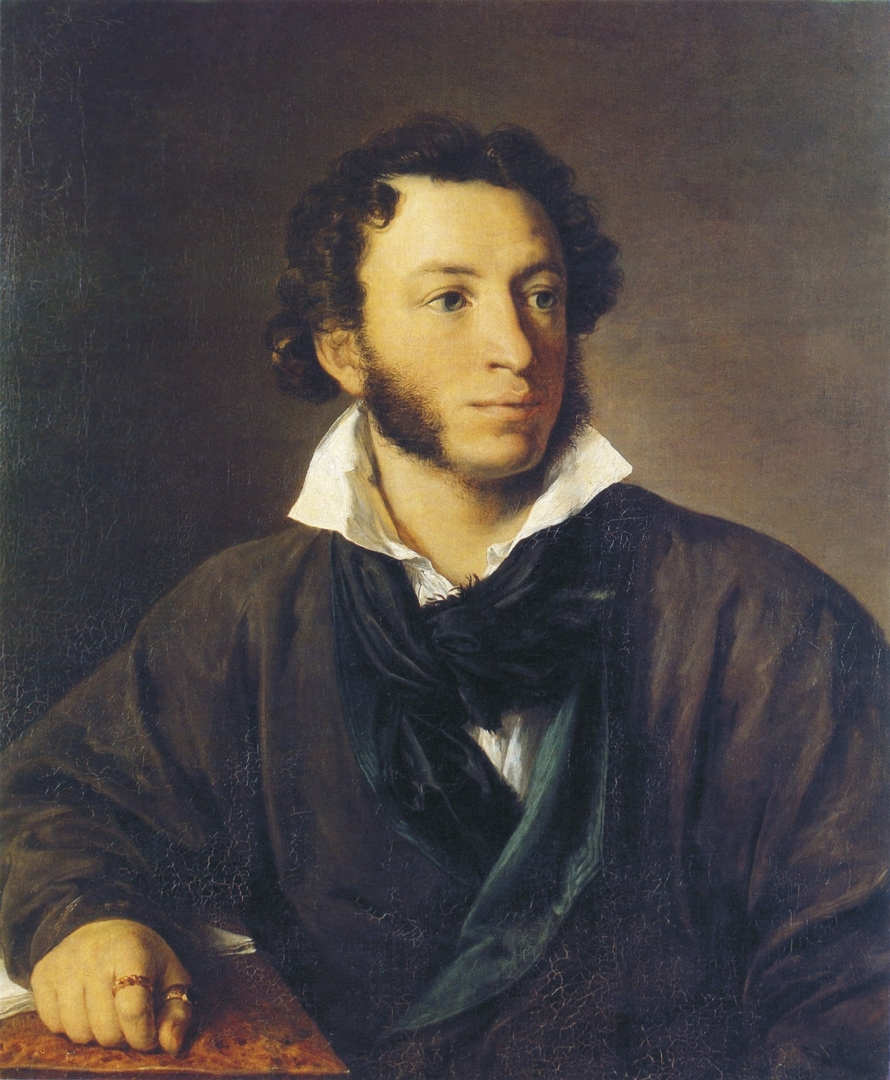
Александр Пушкін[5] (1827)
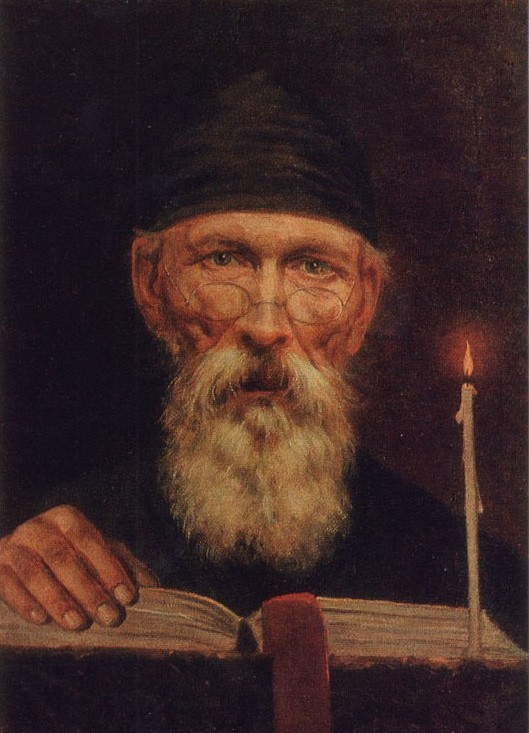
Монах зі свічкою (1834)
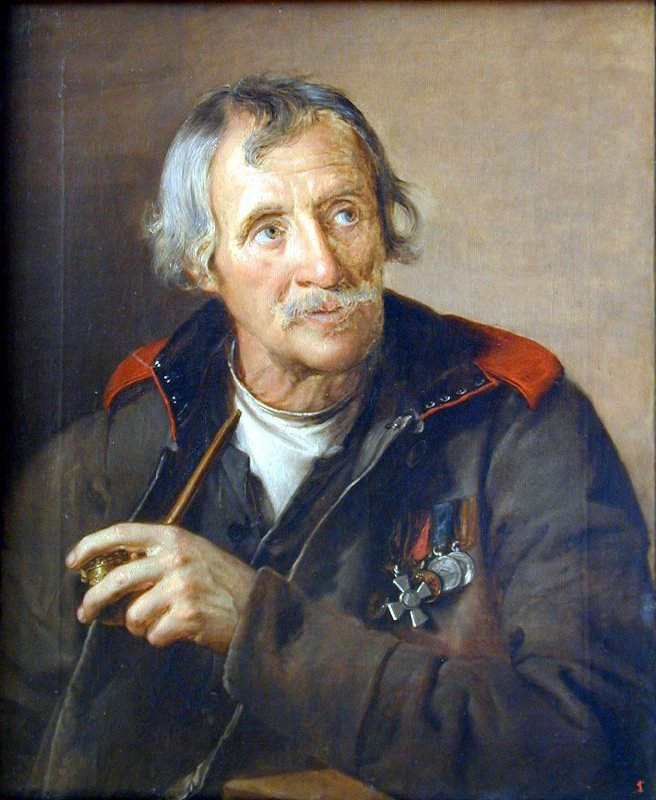
Старий солдат (1843)
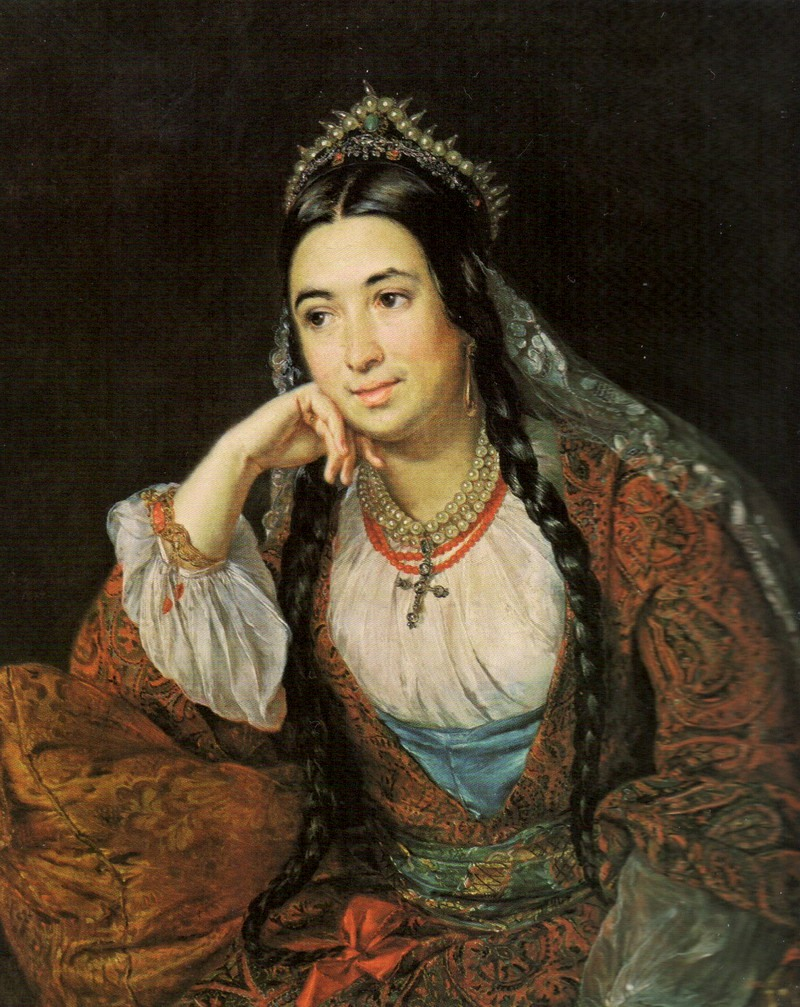
Варвара Лизогуб (1847)
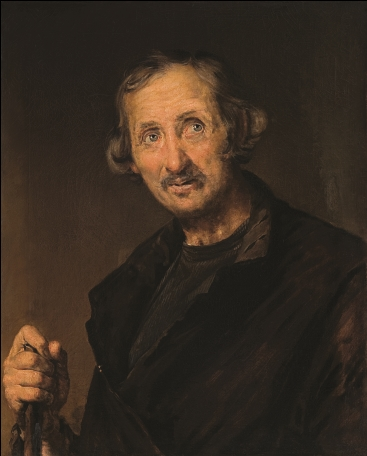
Мандрівник (1847)
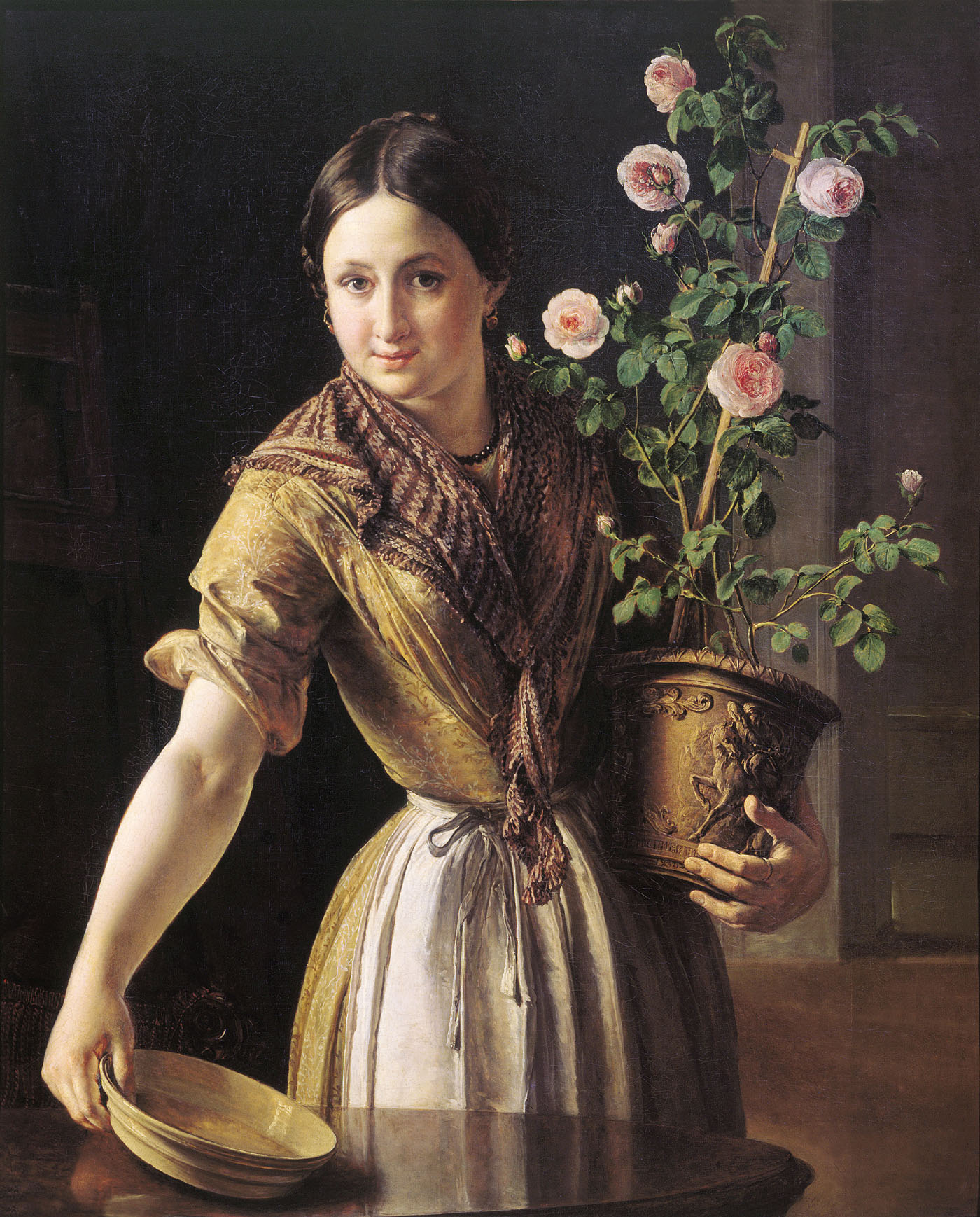
Дівчина з горнятком троянд (1850)
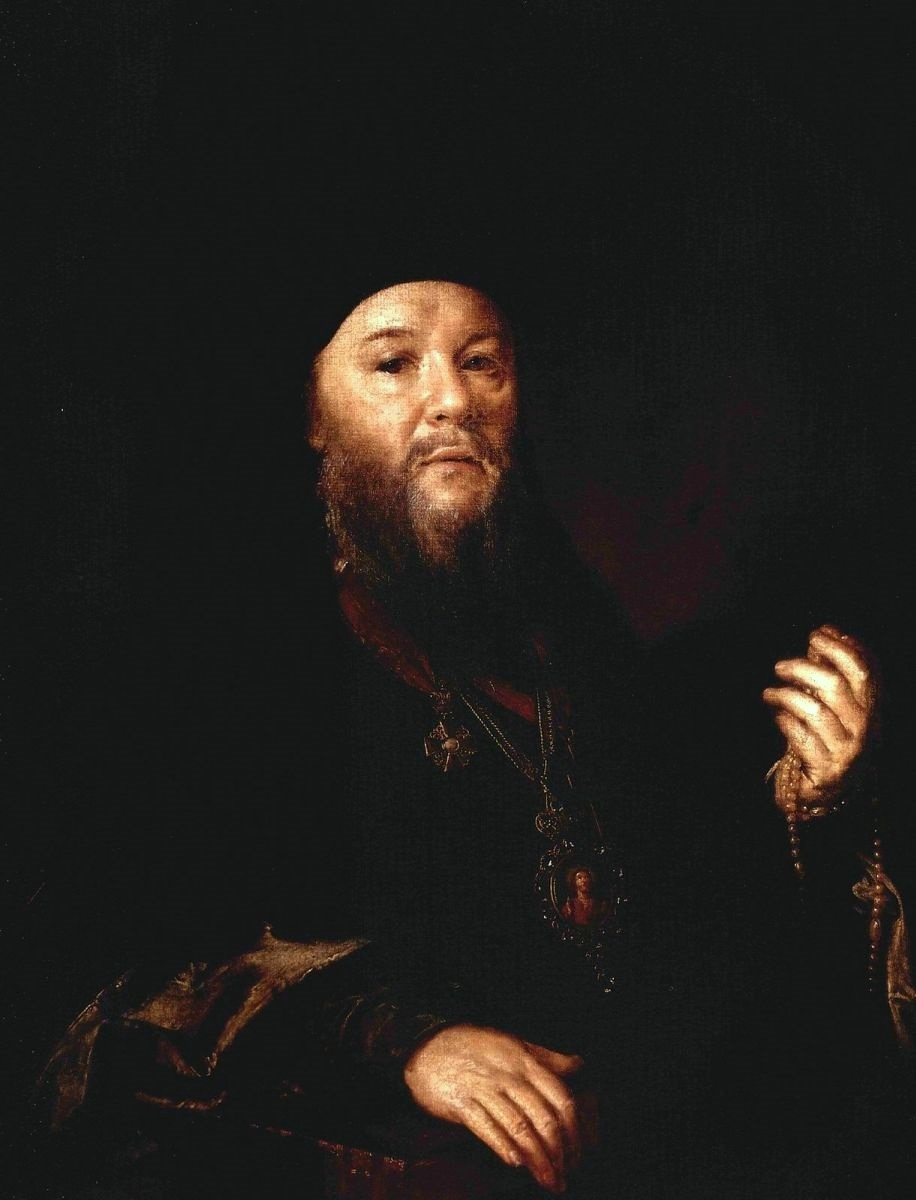
Архімандрит моск. Донского монастиря Феофан (1837)
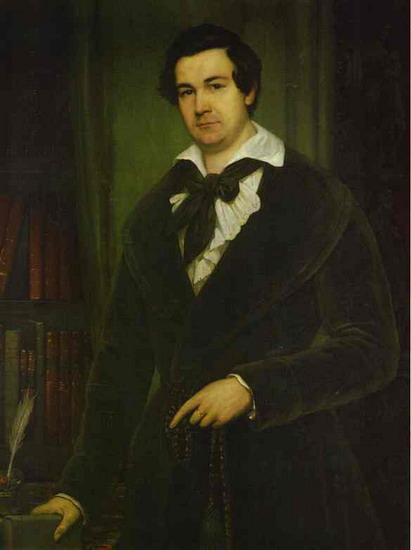
Актор Василь Каратигін (1842)
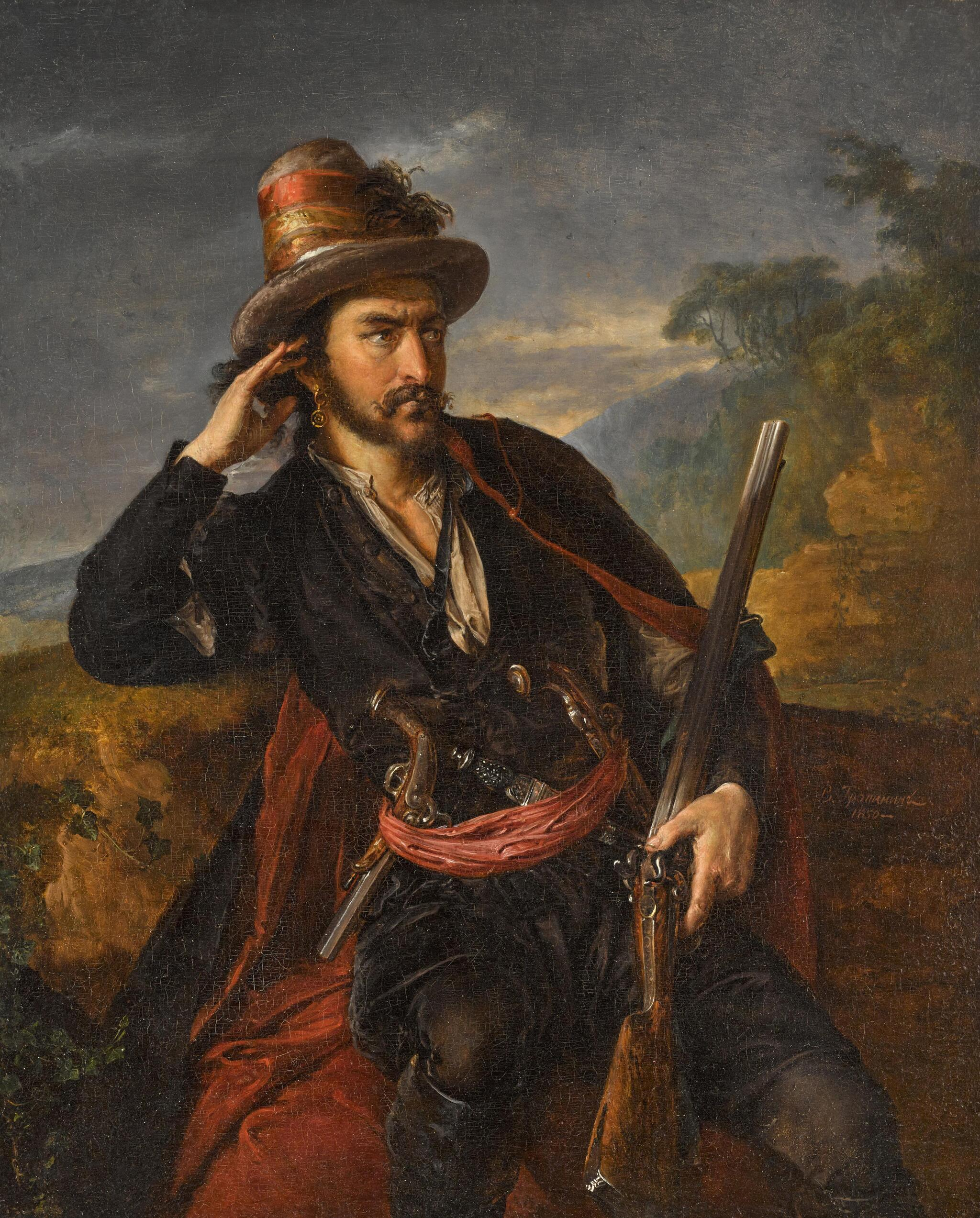
кн. Михаило Оболенский (1850)
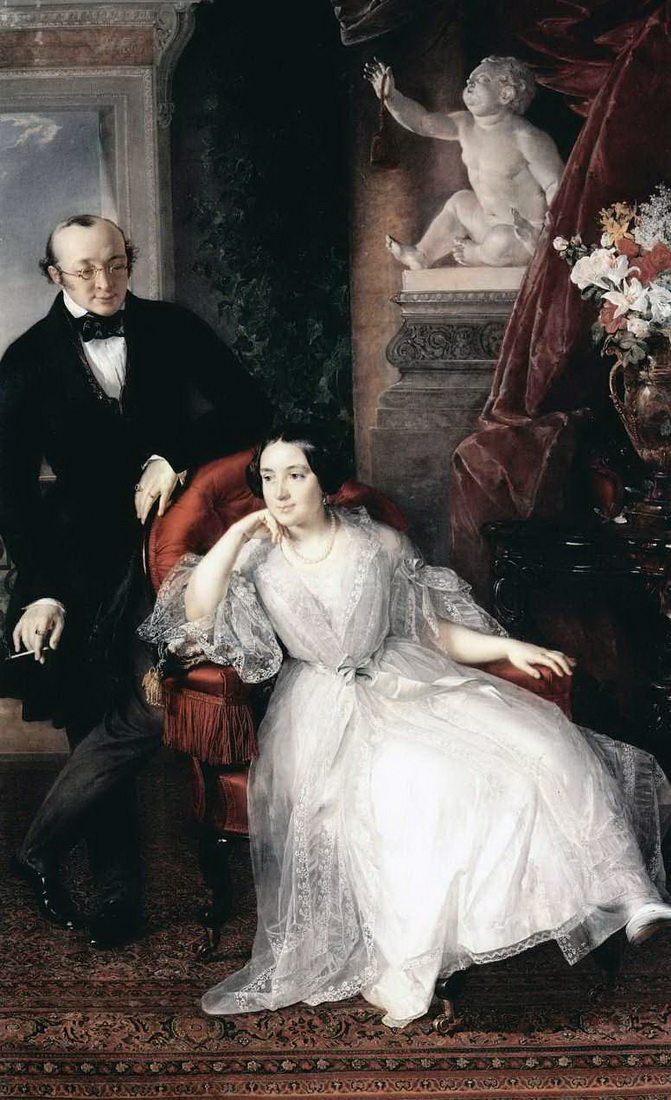
Портрет Миколи Івановича Бер[ru] і Надії Михайлівни Бер (1850)
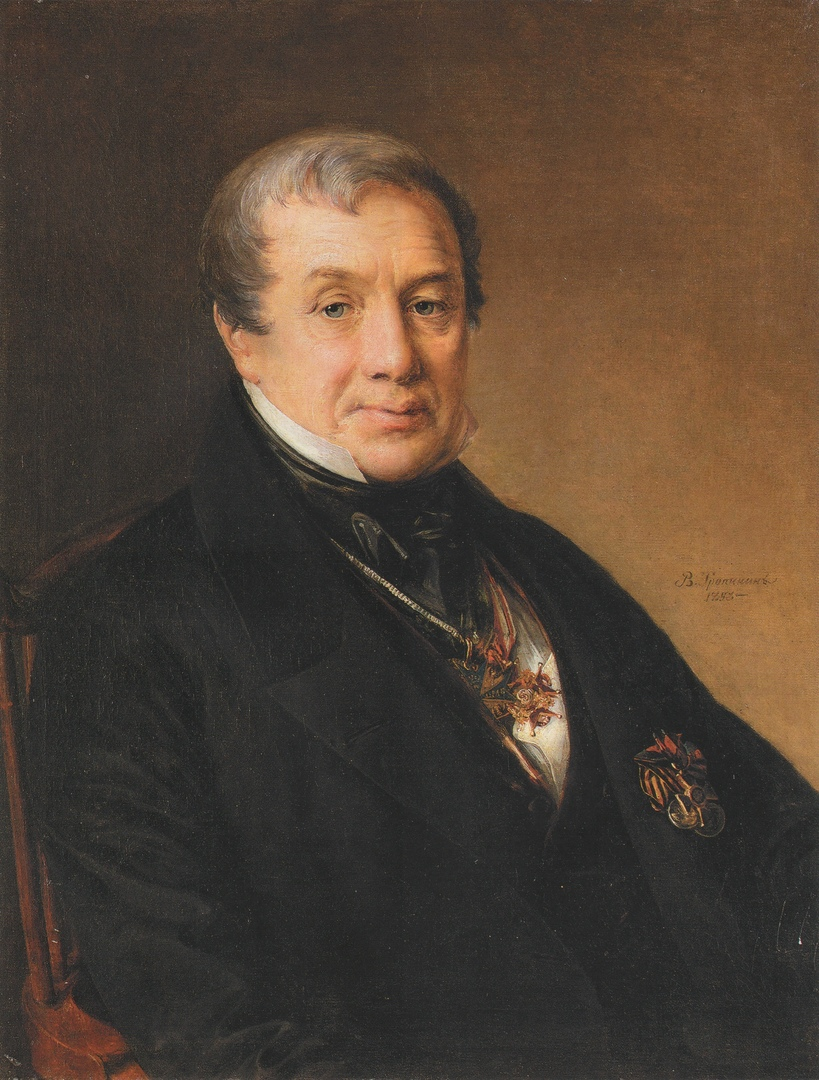
Микола Шишков[ru], цукропромисловець (1853)
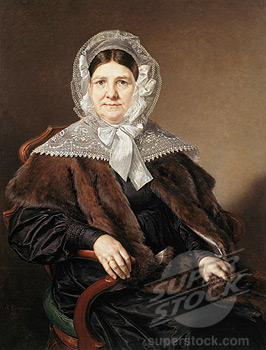
A.F. Mazurina (1839)
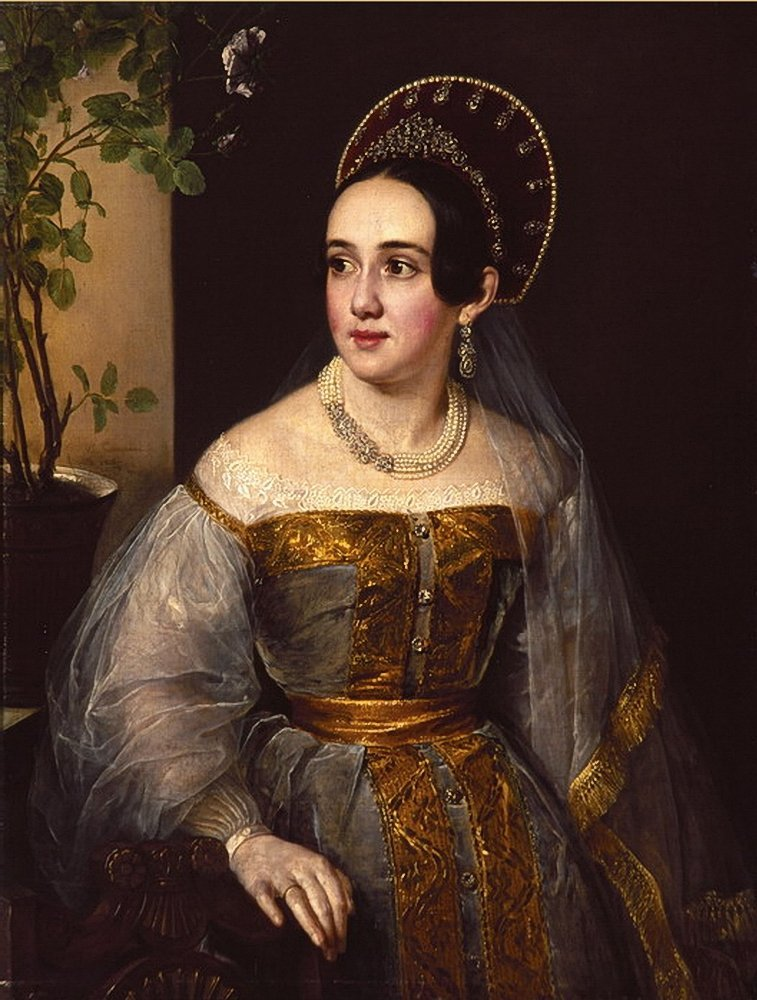
Катерина Карзінкина[ru](1838)
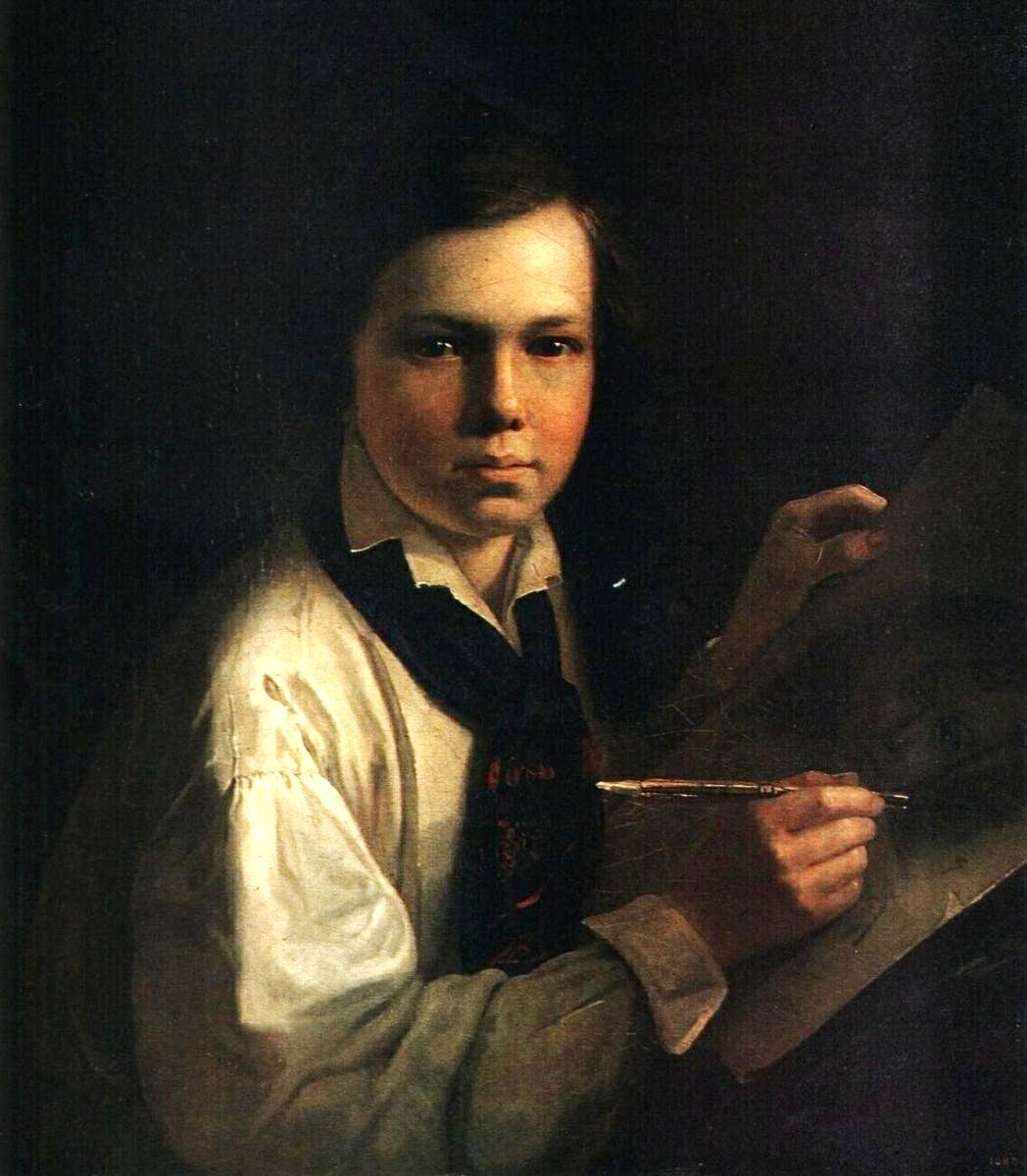
Портрет сина Арсенія[ru] за мольбертом (1820-ті)
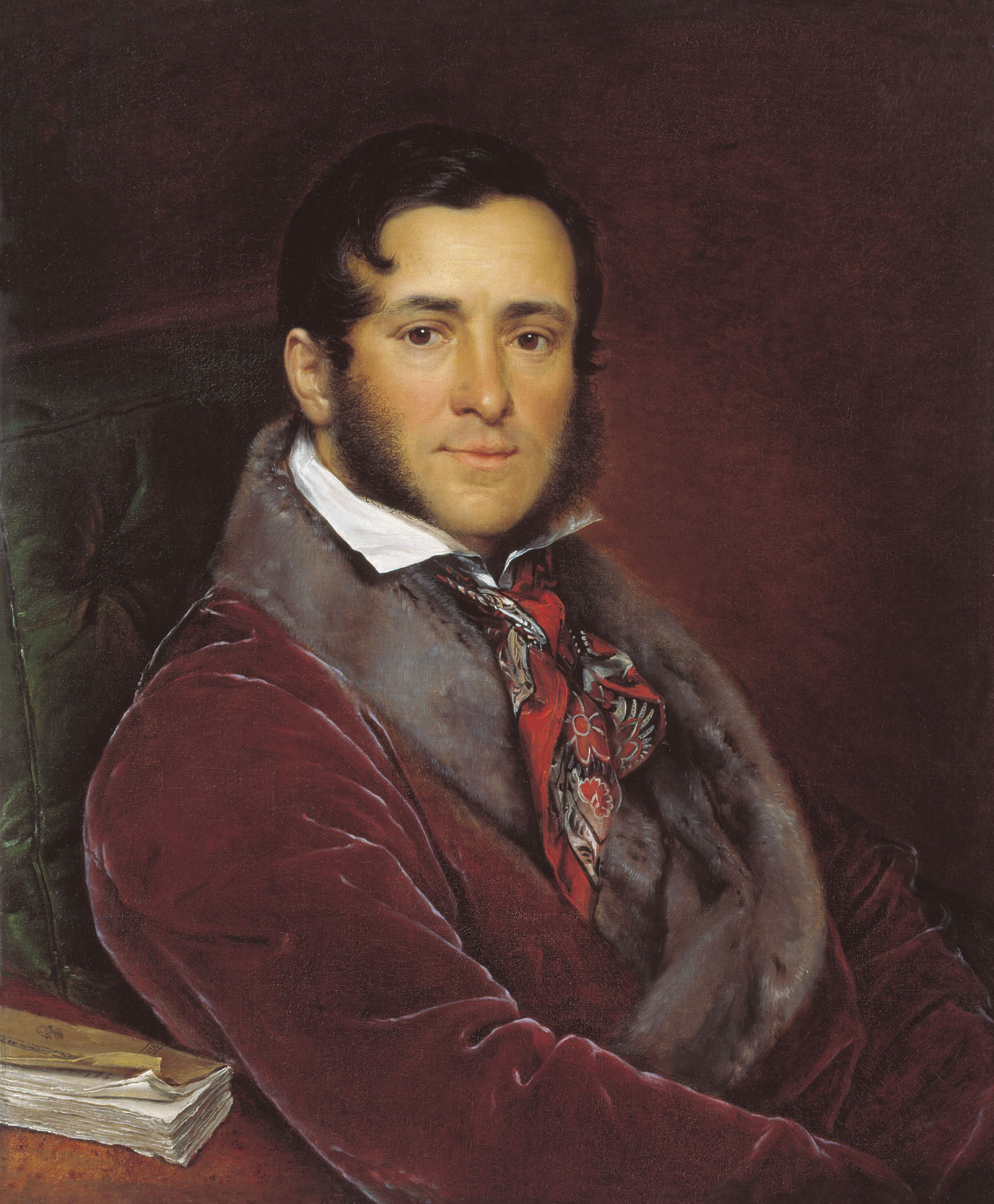
Семен Мосолов (1836)
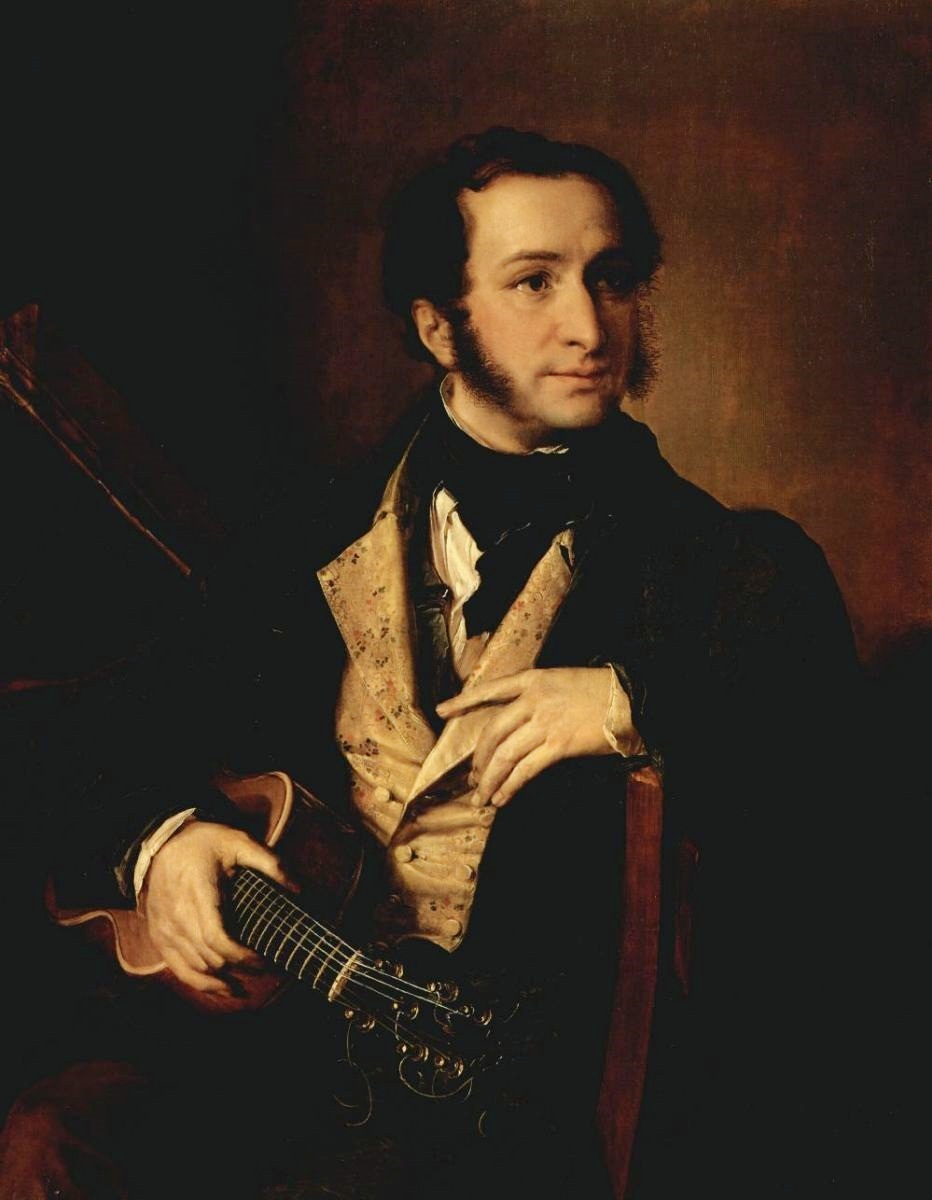
Портрет П.М. Васильева, бухгалтера контори московских театрів (1830-ті)
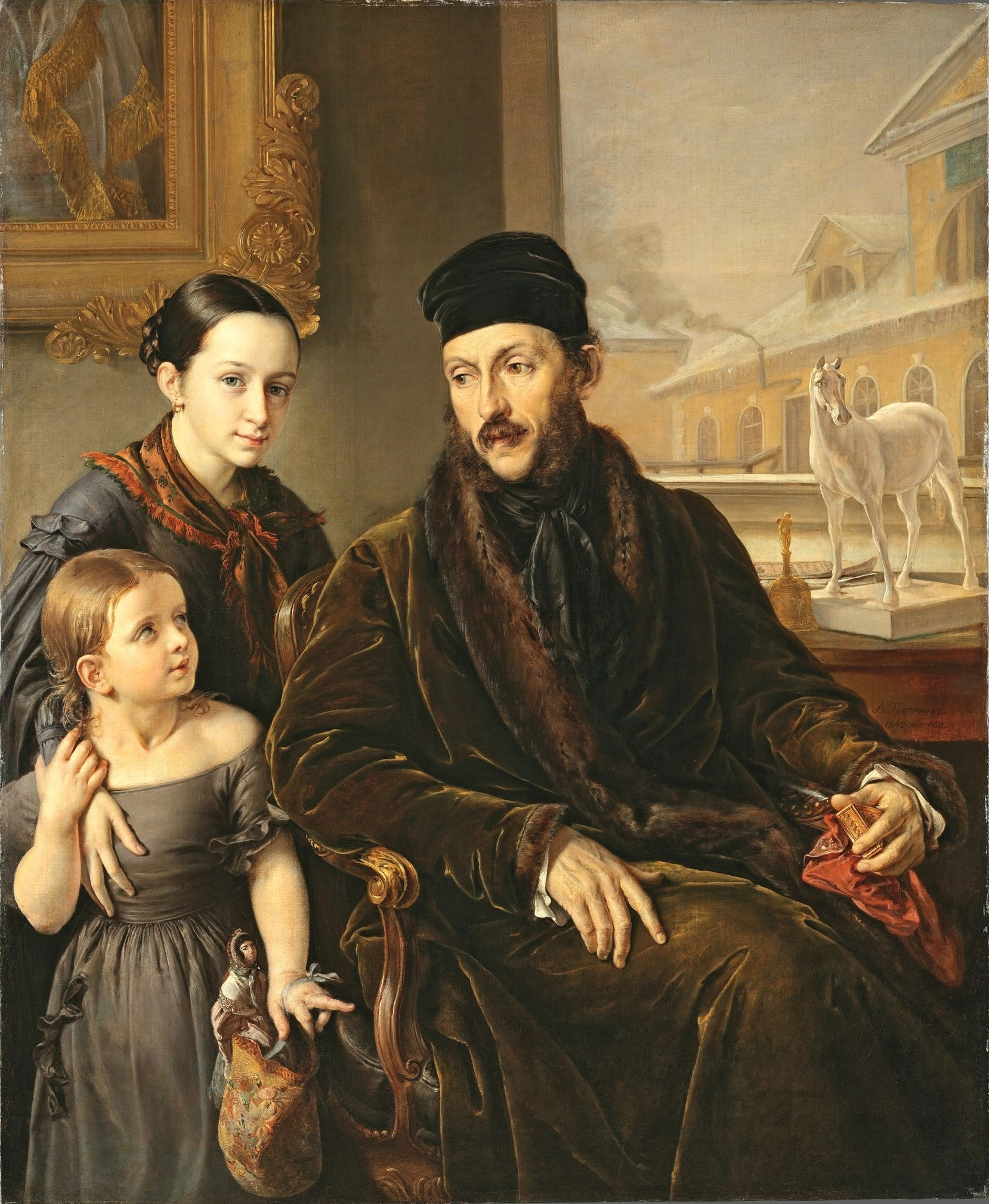
Дмитро Воеков[7], коннозаводчик (1842)
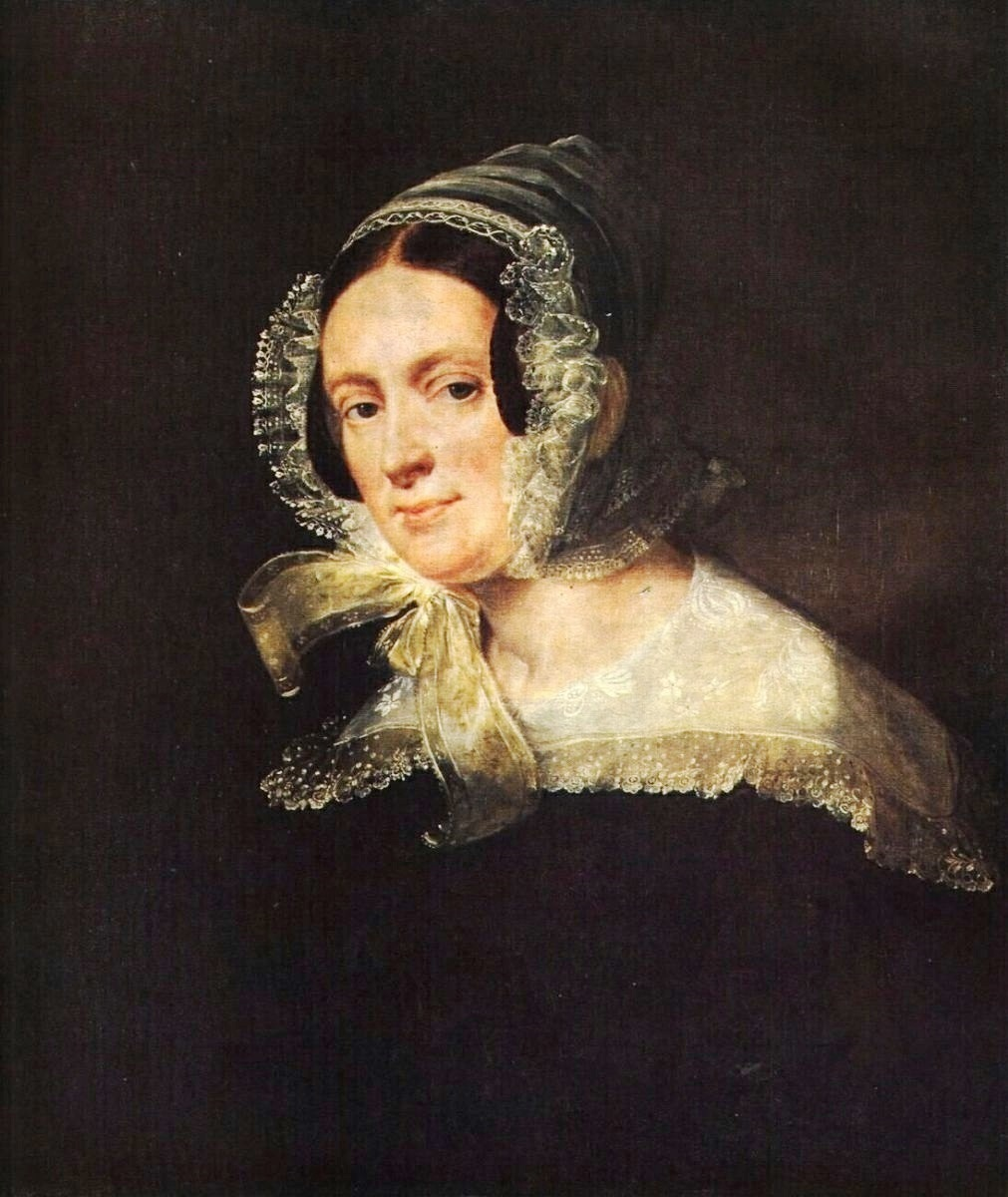
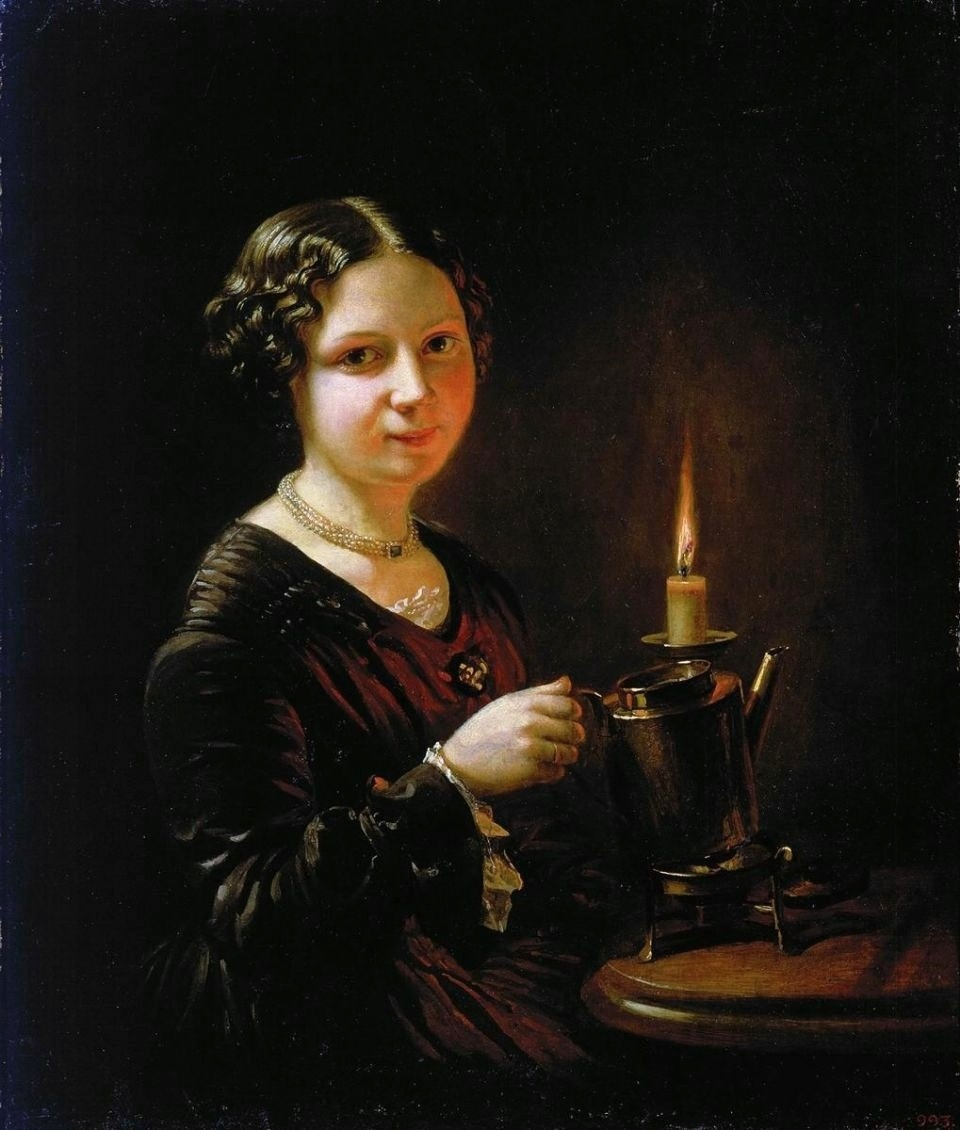
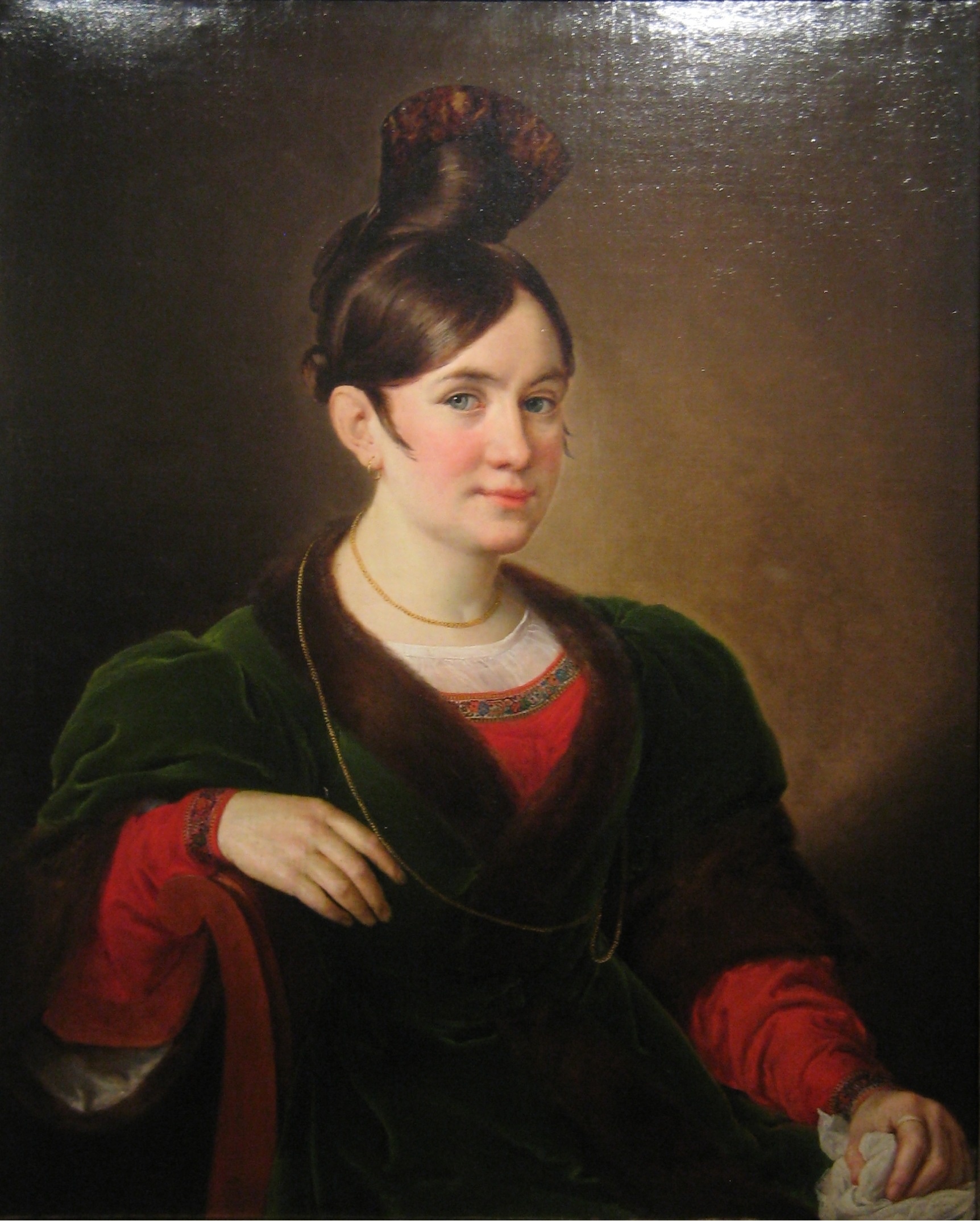
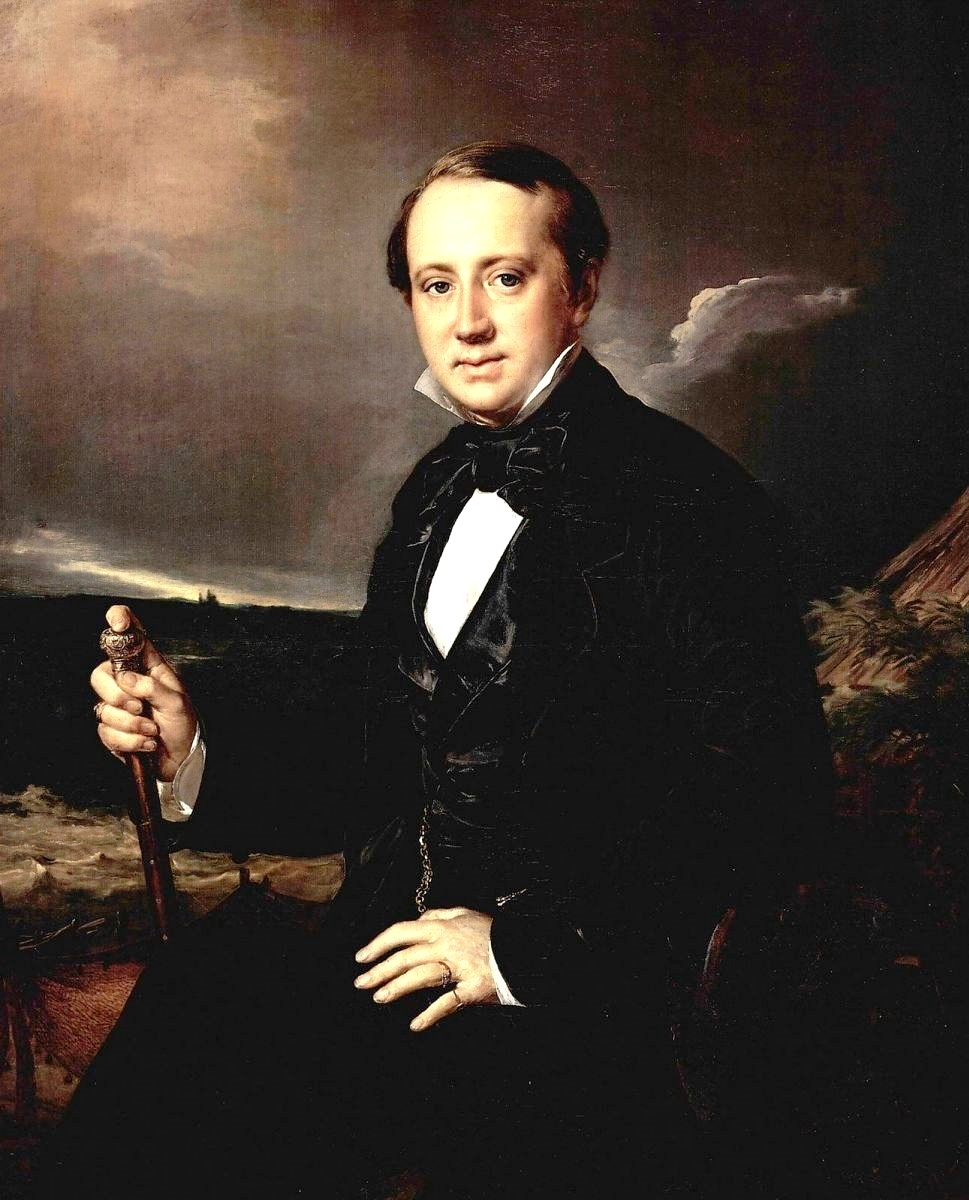
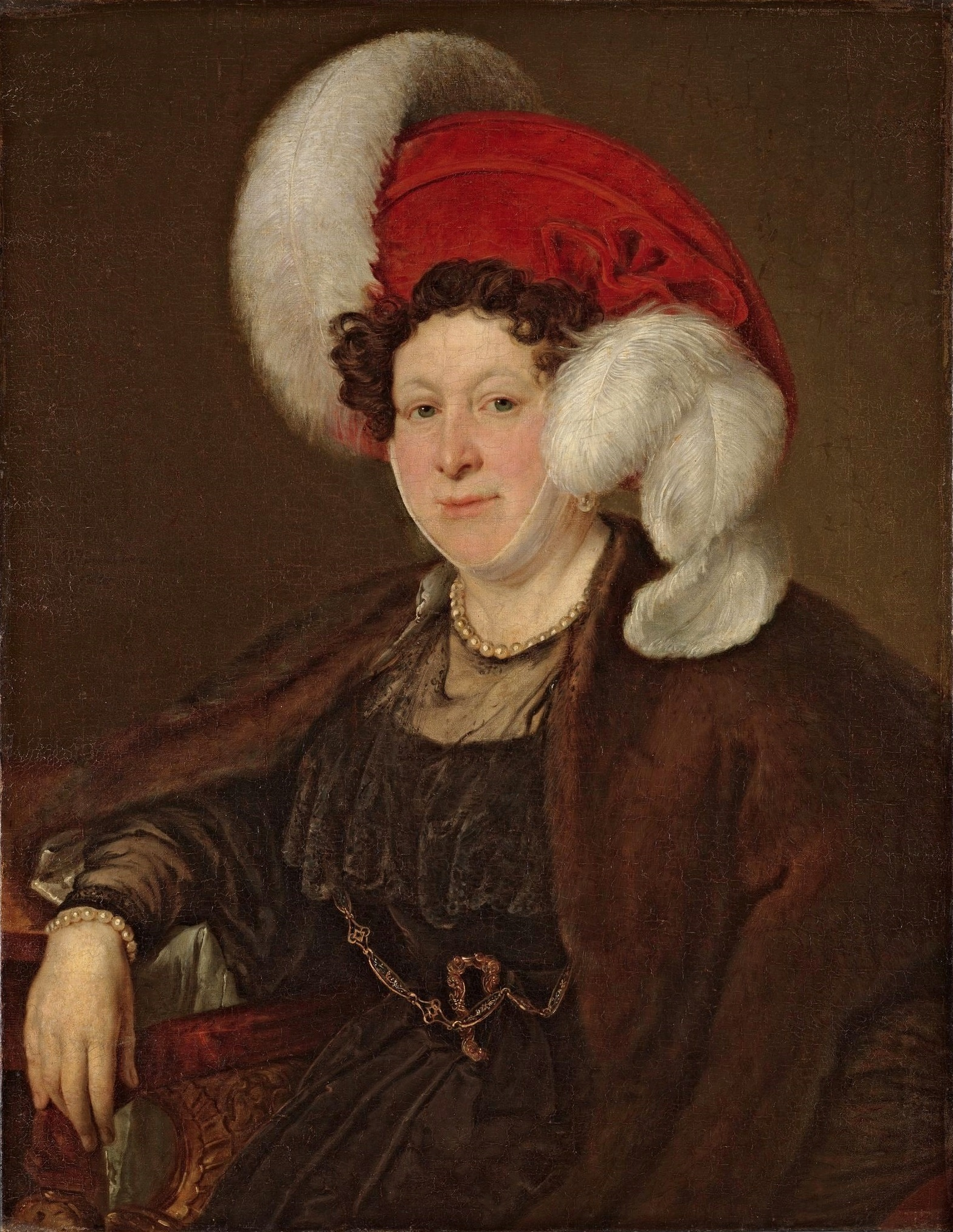
гр. Зубова (Суворова) (1834)
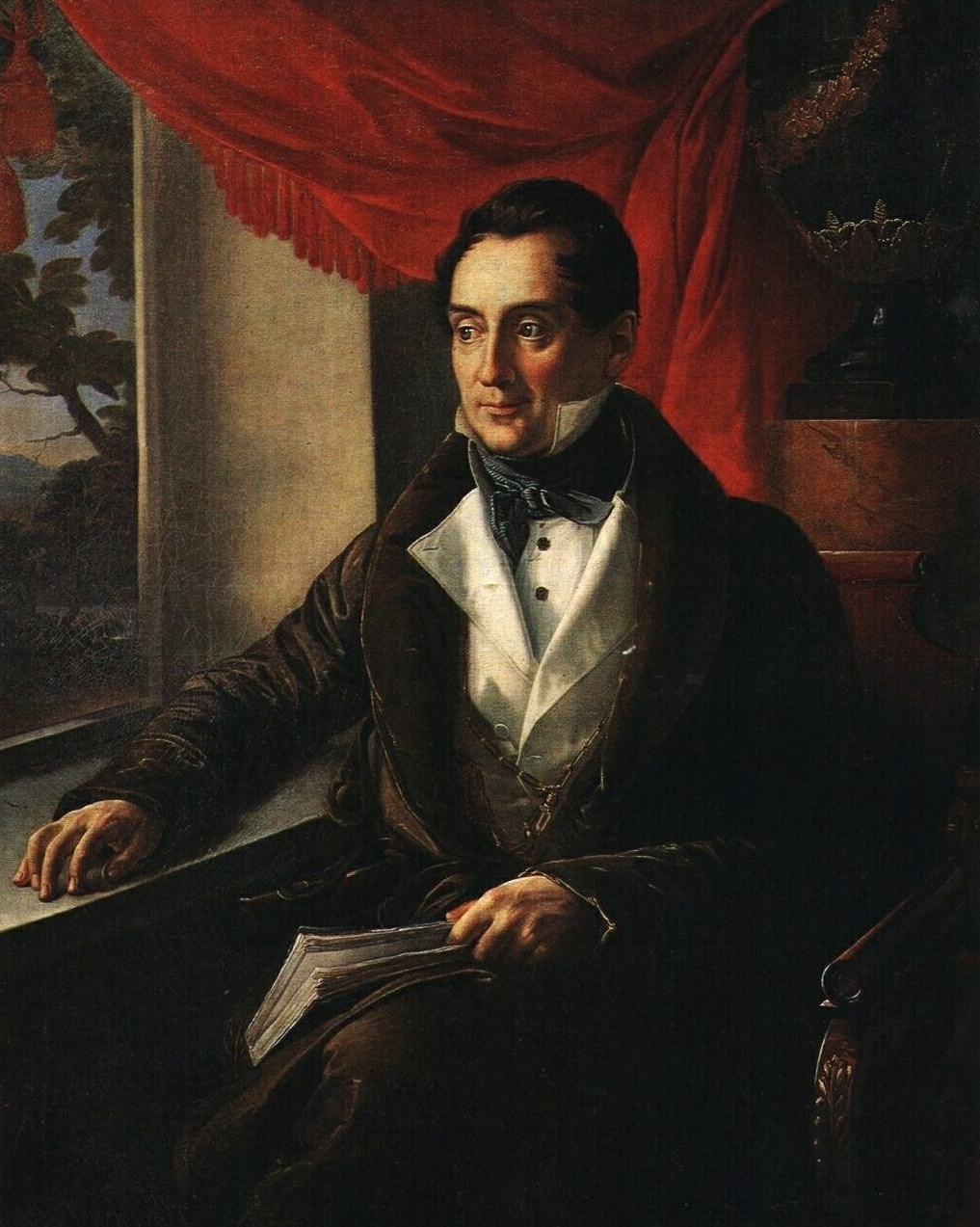
Зубов П.М.[ru] (граф, около 1839)
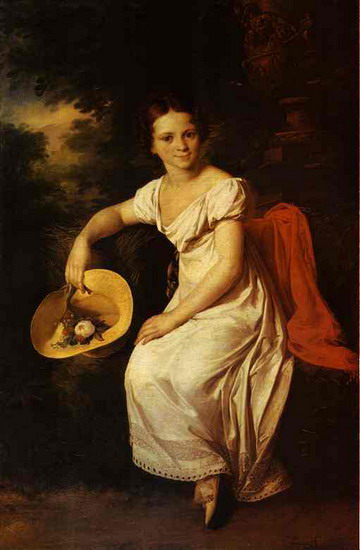
балерина Тетяна Карпакова[ru]
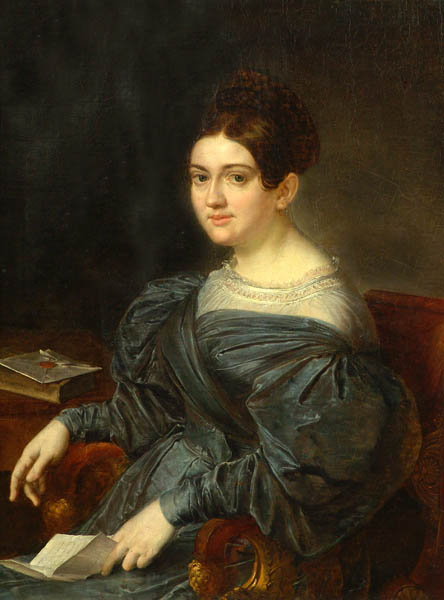
письменниця Лідія Кожина
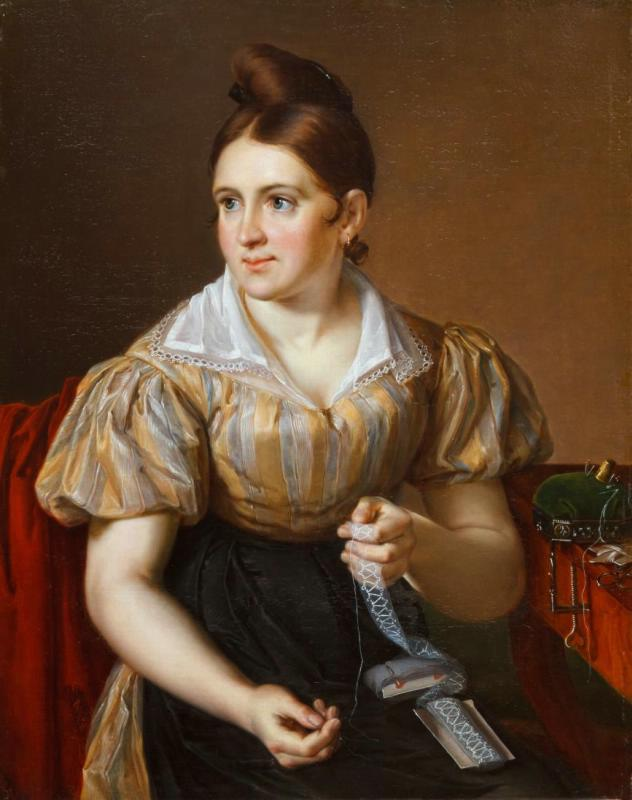
За прошивками (1830–1840s)